# Уинстон Черчилль и живопись
Уинстон Черчилль и живопись — тема, уже привлекавшая внимание историков и искусствоведов. Ей посвящены несколько монографий и большое количество статей. Уинстон Черчилль был, по его собственному признанию, уже в «преклонном возрасте», когда впервые начал заниматься живописью и нашёл это занятие «удивительным и обогащающим опытом». Это произошло в 1915 году, когда политик был снят с высокой должности Первого лорда Адмиралтейства и переведён на незначительную должность в провинции. Черчилль создал за свою жизнь более 500 полотен (в наиболее полных современных каталогах фигурируют 544), многие из них были представлены на персональных и коллективных выставках в разных странах. Он также написал эссе под названием «Живопись как времяпрепровождение» и большую статью «Хобби», раскрывающие роль живописи в его жизни и восприятие им изобразительного искусства. В 1948 году политику было пожаловано звание Почётного члена Королевской академии художеств. В дипломе, подписанном королём Георгом VІ, было сказано: «Это уникальное назначение стало возможно благодаря постоянной службе нашему Королевству и его людям, а также Вашим достижениям в искусстве живописи».
В настоящее время большинство картин Черчилля находится в частных собраниях или принадлежит потомкам самого политика. Часть картин принадлежит Национальному фонду Великобритании. Две работы экспонируются в мемориальном кабинете Черчилля в одном из колледжей Кембриджского университета. Отдельные картины вошли в коллекции Королевской академии художеств и Современной галереи Тейт в Лондоне, Музея искусств в Далласе, Смитсоновского института в Вашингтоне и музея Метрополитен в Нью-Йорке.
Существует большое количество полотен, плакатов и зарисовок, на которых изображён политик. Доктор философских наук Вячеслав Шестаков объяснял это тем, что Уинстон Черчилль был интересен самим художникам (среди них такие крупные, как его близкие друзья Джон Лавери и Джон Сингер Сарджент) как личность: он легко вступал в дружеские отношения, не был склонен к интровертности и снобизму. Шестаков считал, что именно личность и только во вторую очередь социальный статус сделали Черчилля «популярным объектом для портретного искусства». Сам Черчилль был не слишком удачливым портретистом, а значительной политической фигурой европейского масштаба он стал только с началом Второй мировой войны.

## Предыстория занятий живописью

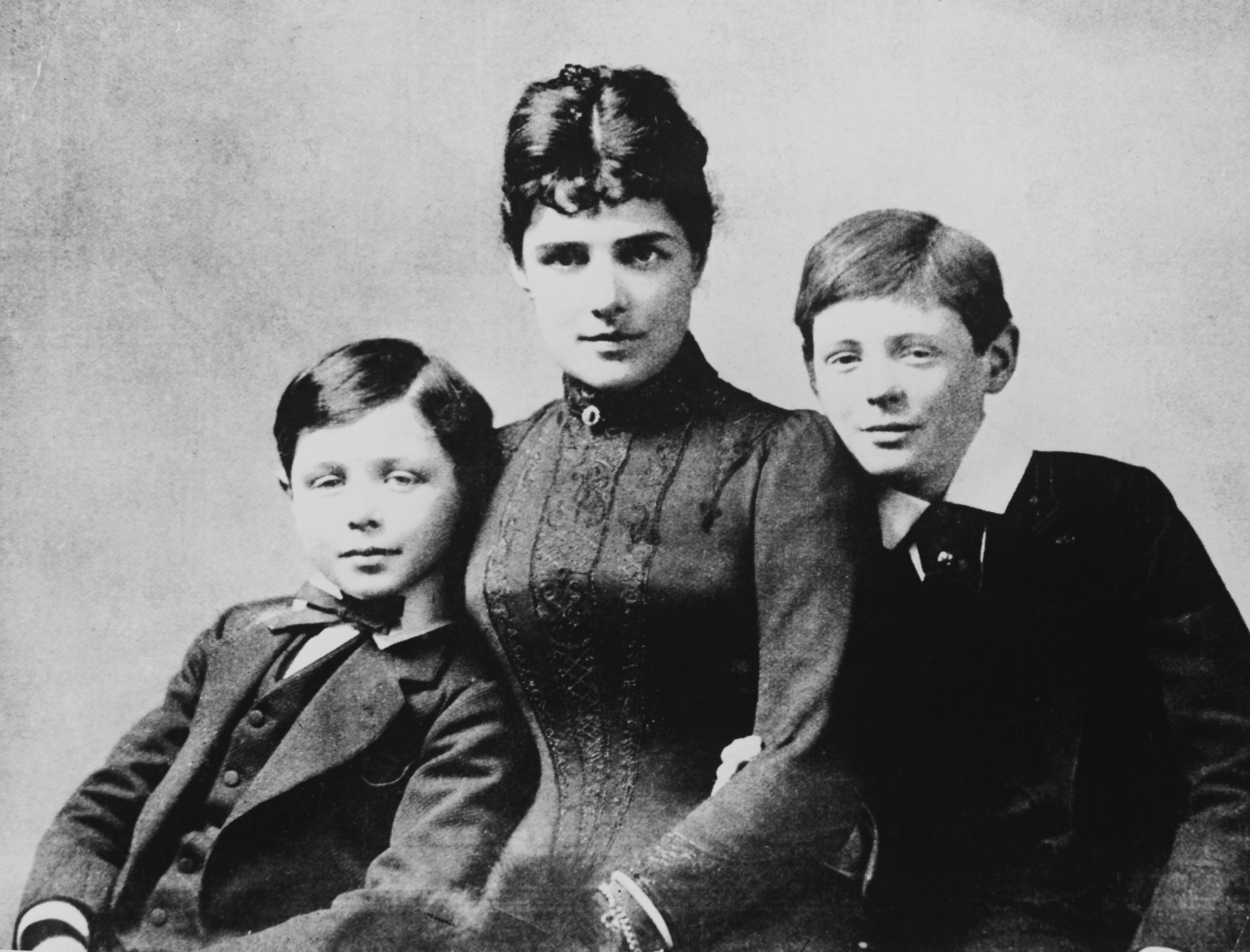
Дженни Черчилль с сыновьями Джоном (слева) и Уинстоном (справа), 1889

В начале XVIII века Джон Черчилль, 1-й герцог Мальборо, собрал значительную коллекцию шедевров европейской живописи, которую мог увидеть Уинстон Черчилль, будучи ребёнком. В неё входили полотна Рафаэля Санти, Питера Брейгеля Старшего, Рембрандта Харменса ван Рейна и Ганса Гольбейна-младшего. Между 1884 и 1886 годами, когда Уинстон достиг подросткового возраста, из-за ухудшившегося финансового положения семьи коллекция была распродана. Директор Института исторических исследований Лондонского университета Дэвид Кеннедайн этим объясняет, почему Черчилль никогда не проявил сколько-нибудь серьёзного интереса к старым мастерам и к традиции английской портретной живописи.
Известно, что мать Уинстона Черчилля Дженни увлекалась живописью. Одну из своих работ она направила на выставку Ирландского общества изобразительных искусств. В Лондоне Дженни Черчилль брала уроки у художницы Генриетты Уорд, на занятия она приводила с собой маленького Уинстона. Дженни предпочитала создавать портреты близких друзей. Портрет её супруга Рэндольфа, находящийся в постоянной экспозиции студии Уинстона в Чартуэлле, некоторыми исследователями связывается с именем Дженни. В Ирландии она продала несколько своих работ, и, по предположению Джона и Силии Ли, некоторые из них могли сохраниться в самой Ирландии или в США. Известна фотография картины неизвестного мастера, на которой присутствует надпись: «Выполнено маслом, автор — Дженни Джером, мать Уинстона Черчилля — г. Помпи, штат Нью-Йорк, 1863 г.». Надпись, по предположению британских исследователей, может означать, что это полотно — копия картины Дженни Черчилль. На картине изображены два дома над берегом реки, покрытом зелёной травой, на реке виднеется лодка.

## Детство и юность

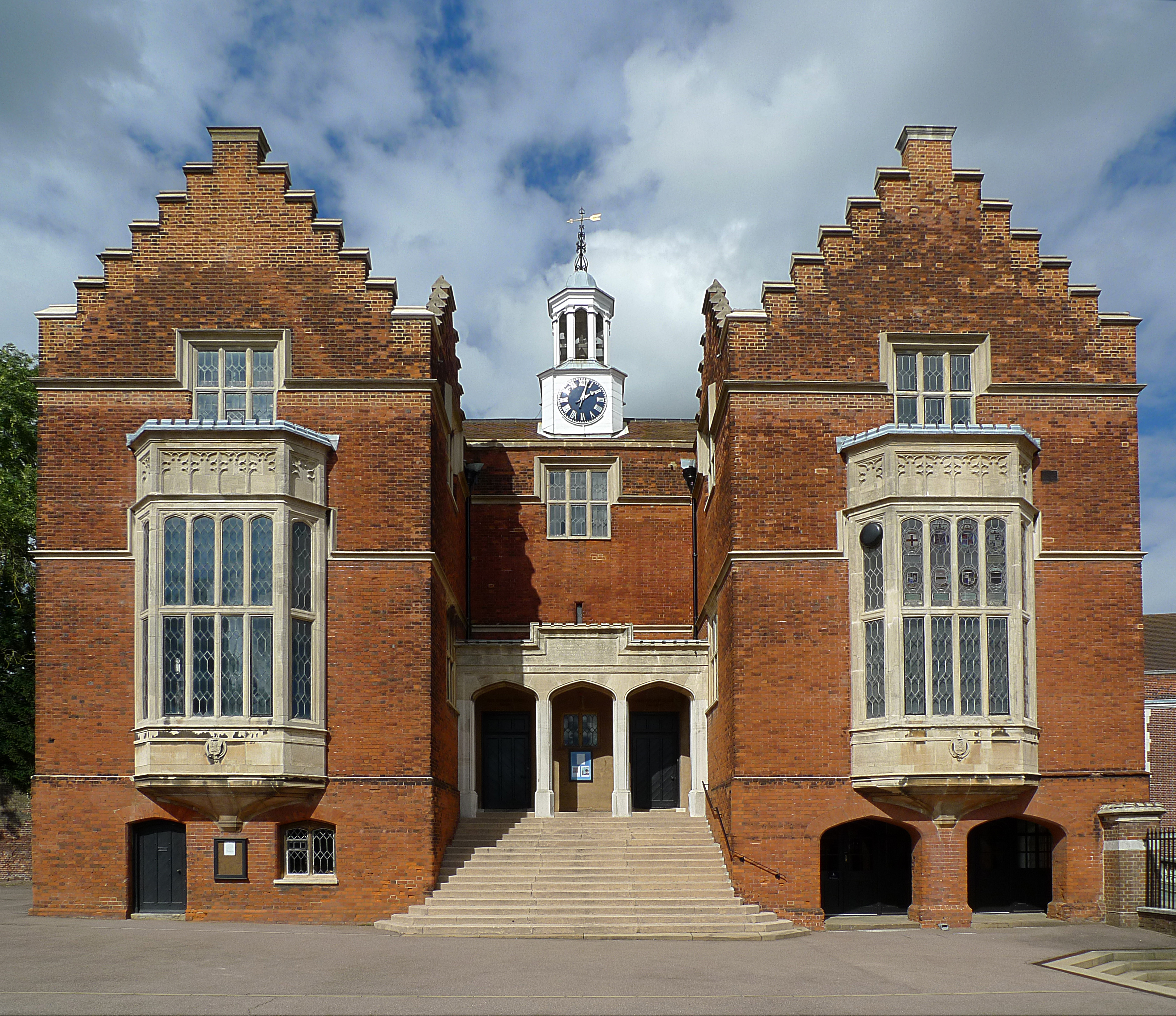
Школа Хэрроу

Дочь Черчилля Мэри Соумс настаивала, что в ранние годы не было даже намёка на присутствие у Уинстона таланта художника. В подробной книге о собственных детстве и юности сам Черчилль не упоминает о приведённых ниже фактах.
Известно, что во время учёбы в приготовительной школе Сент-Джордж в Аскоте Черчилль свои письма к матери украшал иллюстрациями (Вячеслав Шестаков пишет о единственном таком письме и приводит его фотографию, на нём юный художник изобразил цветочки в виде многочисленных крестиков и нескольких овалов; письмо содержит большое количество орфографических ошибок). Некоторое время Черчилль провёл в школе сестёр Томсон в Брайтоне. Будучи уже взрослым, он вспоминал, что большое удовольствие получал в это время, рассматривая карикатуры в журнале Punch. Перейдя в закрытую среднюю школу Хэрроу, Черчилль выбрал предмет «рисование» в качестве дополнительной учебной дисциплины. Он утверждал позже, что занимался им полтора часа в неделю и пытался получить ещё один час дополнительных занятий с армейским классом. По его расчётам, рисование должно было принести ему 1200 баллов на экзаменах. Юноша с удовлетворением отмечал, что уже научился рисовать пейзажи. При поступлении в кавалерийский класс в Королевскую военную академию Сэндхерст (он сумел попасть туда только с третьей попытки из-за низких баллов) Черчилль набрал на экзамене по рисованию 339 баллов из 500 возможных.
Юный Уинстон с интересом читал книгу «Создание эскизов», а будучи военным корреспондентом газеты Daily Graphic в 1895 году на Кубе, свои статьи украшал собственными рисунками сражений и ландшафтов.
Несмотря на то, что упоминания интереса Уинстона Черчилля к живописи в молодые годы крайне редки, Дэвид Каннедайн именно в них находил истоки будущего хобби политика. По его мнению, их можно увидеть в письмах времён англо-бурской войны 1899—1902 годов, направленных Черчиллем из Южной Африки, в описаниях природы из его единственного романа «Саврола» (1900, «первоначально создав такое изображение на странице, он будет впоследствии изображать их в масле»), в «его талантах и темпераменте», в необходимых навыках рисунка, которые он получил в Сэндхерсте (эти навыки считались неотъемлемой частью подготовки офицера), в долгих годах, которые проводил в незнакомых и живописных местах за пределами Англии, а также в наследственной депрессии, от которой страдали пять герцогов Мальборо.

## Превращение живописи в хобби (1915—1930)

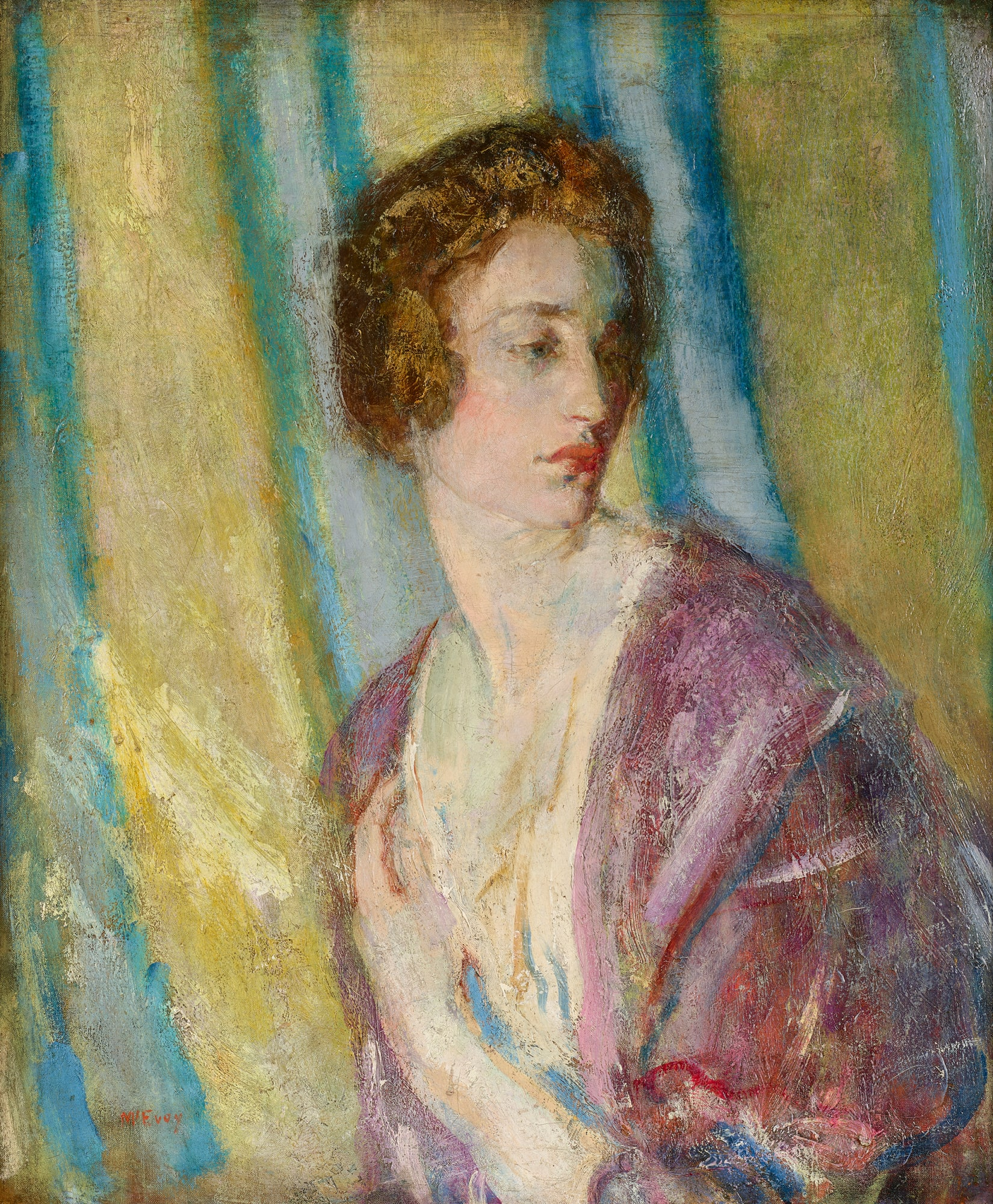
Эмброуз Макэвой. Портрет Гвендолин Черчилль, 1917

В 1915 году Дарданелльская операция, проводившаяся по инициативе Черчилля, закончилась неудачей. После этого его перевели с должности Первого лорда Адмиралтейства на незначительную должность канцлера герцогства Ланкастер. Чтобы восстановить утраченное душевное равновесие, Уинстон Черчилль с супругой переехали в загородный дом Хоу Фарм (англ. Hoe Farm) в деревне Хэскомб вблизи Годалминга, который они арендовали на летний период. Черчилль ходил с отрешённым взглядом по газонам, бормотал что-то, жестикулировал, беседуя с невидимым собеседником. Супруга его брата Джона, Гвендолин, увлекалась в это время акварелью. 12 июня она предложила Уинстону заняться живописью. Черчилль сделал несколько мазков и неожиданно для себя увлёкся рисованием. Сам Черчилль утверждал: «Достигнув сорокалетнего возраста, я ни разу не обращался к помощи кисти или карандаша, я смотрел до этого на процесс создания картины как на особую тайну». Гвендолин подарила Черчиллю набор юного художника, который принадлежал её шестилетнему сыну, однако Черчилль хотел писать маслом.
25 июня 1915 года в Лондоне Уинстон приобрёл мольберт, холсты, скипидар, масляные краски, практически «опустошив» специализированный магазин на Пикадилли (в этом магазине приобретали для себя краски такие художники, как Уильям Тёрнер, Джеймс Эббот Мак-Нейл Уистлер, Джон Сингер Сарджент, Уильям Моррис, Уолтер Крейн, а также королева Виктория, увлекавшаяся живописью). По другому описывает это событие доктор философских наук Вячеслав Шестаков. В его изложении всё необходимое для занятий приобрела супруга Черчилля Клементина уже на следующий день после первого опыта мужа в акварели (то есть 13 июня).
Дэвид Кумбс и Минни Черчилль добавляли в своей монографии, посвящённой живописи Уинстона Черчилля, ряд подробностей к этой версии, уточняющих последовательность и логику событий:
- Черчилль, прогуливаясь по саду в скверном настроении, подошёл к Гвендолин и несколько минут незаметно наблюдал за тем, как она рисует. Он одолжил у неё кисть, которой она работала, и взял коробку красок её сына. Увидев его заинтересованность, Гвендолин и предложила ему нарисовать собственную картину.
- Супруга Черчилля Клементина, узнав о желании мужа писать маслом, немедленно отправилась в Годалминг, чтобы купить всё, что необходимо для занятий живописью. Она не понимала необходимости в скипидаре, поэтому, несмотря на большое количество сделанных покупок, политик не смог приступить к работе[27][28].
- Первыми его работами маслом стали изображение фасада и интерьера дома Хоу Фарм.

Другую версию этого же события излагала в своей книге Эдвина Сэндис (внучка политика). Скука Черчилля после отставки казалась ему невыносимой. Утром одного из воскресений, по её словам, Черчилль «поднял коробку с краской, принадлежащую его детям», и после этого нанёс свой первый мазок на стоявший рядом «огромный холст». В этом варианте речь идёт сразу о масляных красках, отсутствует Гвендолин, а необходимые для живописи инструменты не нужно приобретать, они уже находятся в распоряжении семьи политика.
Свой первый опыт масляной живописи Черчилль описывал так:

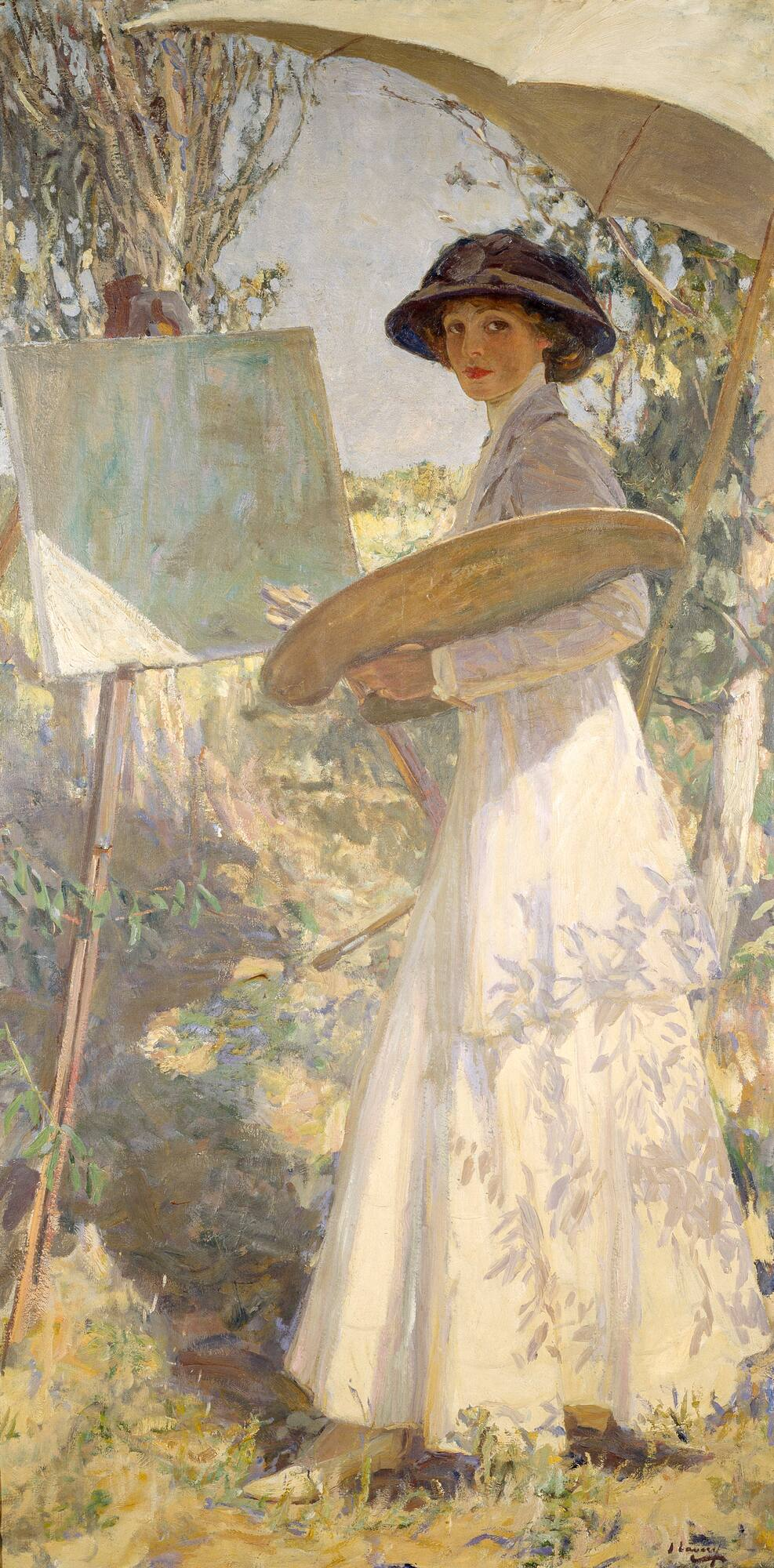
Джон Лавери. Эскиз миссис Лавери, 1910

Я же очень робко принялся смешивать краски. Тонкой кисточкой нанёс синий и с огромной опаской белый, жирной чертой перечеркнувший всё. Я сделал вызов, хорошо продуманный вызов, но такой робкий и нерешительный, полный оцепенения и колебания, что он не достоин даже простого упоминания. Вдруг послышался звук приближающегося автомобиля. Это была жена художника сэра Джона Лавери.
 — Живопись, а что вы боитесь! Дайте-ка мне кисть, нет, нет, — побольше.
Шлепок в скипидар, в палитру — белый, синий, затем несколько яростных мазков по холсту. Это было неотразимо. Ни одна тёмная сила не смогла бы устоять перед страстным напором леди Лавери. Лишь только холст беспомощно скалился пред нами. Все чары испарились, все комплексы исчезли. Я схватил самую большую кисть и набросился на свою жертву со страшной яростью. Больше никогда я не чувствовал робости перед холстом.— Дмитрий Медведев. Черчилль: Частная жизнь
В настоящее время известны четыре пейзажа Уинстона Черчилля, созданные им в 1915 году во время пребывания в Хоу Фарм (в каталоге Дэвида Кумбса: С146, С148, С149 и С28).
Свои занятия живописью на природе Черчилль превращал в театральные представления. Садовники несли для него холст и подрамник, кисти и палитру, тюбики и мастихин. За ними следовал Уинстон, одетый в сюртук из белого тика, в лёгкой широкополой шляпе и с сигарой во рту. Он выбирал место для работы и указывал место для установки зонта, который защищал художника и полотно от солнца. После этого он отпускал слуг и работал в одиночестве.
До того времени, когда он сам начал заниматься живописью, Уинстон практически не бывал в музеях. Теперь супруга Клементина повела его в Лондонскую национальную галерею. Черчилль простоял полчаса перед одной картиной, тщательно изучая технику её создания. Уже на следующий день он снова отправился в музей, но осторожная супруга настояла на другом входе в музей, чтобы исключить просмотр той картины, которая так надолго привлекла к себе внимание её мужа. В Париже он подпал под обаяние картин импрессионистов, обнаружив, что они полны радости жизни.
Черчилль обращал внимание на то, что, занимаясь живописью, он забывает о политике. Он говорил: «Иногда я готов бросить почти всё ради занятия живописью». В начале 1916 года Черчилль в звании майора отправился на фронт, где командовал 6-м батальоном Королевских шотландских фузилёров. За время службы он создал четыре картины — три на линии огня и одну в укрытии. В мае 1916 года Черчилль вернулся в Лондон. Мольберты, краски и холсты сопровождали Уинстона в поездках. В каждом доме, который на время снимали Черчилли, устраивалась студия. В сентябре 1927 года, будучи Канцлером казначейства Великобритании, Черчилль в шотландской королевской резиденции замке Балморал нарисовал с фотографии погост кафедрального собора Святого Павла. По просьбе короля Георга V он передал картину местному благотворительному обществу, которое выставило её на аукцион. Картина была продана за 120 фунтов стерлингов.
В марте 1921 года, во время Каирской конференции, Уинстон, садясь на верблюда, упал на землю. Несмотря на рваную рану, он сделал несколько набросков Сахары. Черчилль был непопулярен среди египтян. Его закидывали камнями, встречали бранью, но он демонстративно садился посреди улицы и начинал рисовать, не обращая внимания на угрозы.

### «Пруд с золотыми рыбками в Чартуэлле» (1932)

Уинстон Черчилль. Пруд с золотыми рыбками в Чартуэлле, 1932. Чартуэлл, любимый загородный дом Уинстона Черчилля, приобретённый им в 1922 году. В нём находится богатое собрание документов, картин, мебели и других памятных вещей политика. После смерти Черчилля Чартуэлл, согласно его воле, открылся для публики как музей.

Полотно Черчилля «Пруд с золотыми рыбками в Чартуэлле» (англ. «The Goldfish Pool At Chartwell», С344 в каталоге Кумбса) написано в 1932 году. Картина выполнена маслом по холсту, её размер — 63,5 х 76,5 см. Пруд был частью обширной реконструкции Черчиллем всех водных объектов в Чартуэлле и стал для него любимым местом в усадьбе вплоть до конца жизни. Однажды британский художник Грэхем Сазерленд во время беседы на берегу пруда спросил политика, почему он так привязан к этому водоёму. Черчилль ответил, что он может видеть лицо своей умершей дочери Мэриголд, отражённое в его водах. Девочка умерла в 1921 году в возрасте двух с половиной лет во время эпидемии испанского гриппа, последовавшей за Первой мировой войной. Её похоронили не на семейном участке в церкви Святого Мартина в Блейдоне (Оксфорд), а на кладбище Кенсал-Грин в Лондоне. Вячеслав Шестаков называл «Пруд с золотыми рыбками в Чартуэлле» одним из наиболее удачных его произведений с «водными рефлексами».
Ещё при жизни автора картина неоднократно демонстрировалась на выставках: в Лондоне в 1948 и 1959 годах (Королевская академия художеств), в Канзас-Сити (Музей искусств Нельсона-Аткинса) с последующим туром по городам США, Канады и Австралии в 1958—1959 годах. Картина экспонировалась и после его смерти в Лондоне (галерея M. Knoedler & Co., 1977 год; Wylma Wayne Fine Art, 1982 год), в Национальной академии дизайна в Нью-Йорке и в Смитсоновском институте (обе выставки в 1983 году).
Детальность проработки изображения не имеет себе равных в творчестве Черчилля, кисть оживила поверхность воды, изобразила с большим мастерством динамическое взаимодействие света, отражения и движения. Полотно было продано на аукционе Сотбис за 1 762 500 фунтов стерлингов (первоначальная цена картины при выставлении на торги составляла лишь 400 000—600 000) в декабре 2014 года (17 декабря, лот 181).

### «Этюд роз» (1930-е годы)

Уинстон Черчилль. Этюд роз, 1930-е

«Этюд роз» (англ. «Study of Roses») или «Розы в стеклянной вазе» (англ. «Roses in a Glass Vase») был написан в Чартуэлле в 1930-х годах. Приобретая усадьбу в 1922 году, Черчилль полностью перестроил дом и обустроил территорию вокруг него, сам спроектировав большую часть садов и водных сооружений. Позже он проводил много времени, ухаживая за садом, прокладывая собственноручно сетку кирпичных стен и сидя за мольбертом. Супруга политика Клементина Черчилль настаивала, чтобы свежие цветы постоянно были в каждой комнате. Находясь в помещениях дома из-за ненастной погоды, Уинстон черпал вдохновение из цветов, собранных членами семьи и слугами: настурций, тюльпанов, нарциссов. В отличие от масштабных пейзажей, составляющих подавляющее большинство его произведений, натюрморты художника-любителя более интимны и изображают обычно красоту цветов, которые он сам посадил вокруг своего дома. Наибольшее влияние на натюрморты Уинстона Черчилля оказал его близкий друг — художник Уильям Николсон. В «Этюде роз» автор, по мнению Дэвида Кумбса, уловил разницу в текстуре между блестящей полупрозрачной стеклянной вазой, насыщенными зелёными оттенками драпировки на заднем плане и яркими лепестками, которые находятся в вазе.
Актриса Вивьен Ли совершила дружеский визит в Чартуэлл в августе 1951 года, когда Черчилль устроил праздничный ужин в честь её мужа Лоренса Оливье. Вивьен Ли была восхищена великолепием садов в усадьбе. В 26-м эпизоде документального фильма об Уинстоне Черчилле, снятом в 1960 году и вышедшем на телеэкраны в 1961, она рассказывала:

Мне всегда нравились картины, и я думаю, что одним из самых невероятных и удивительных событий в моей жизни было то, что сэр Уинстон позволил мне увидеть его [работы]. Я обедала с ним в Чартуэлле, и после обеда, я помню, это был прекрасный солнечный день, мы гуляли по саду и пришли в садовый дом, в котором, я полагаю, было четыре или пять комнат. Каждая из стен была просто покрыта его собственными картинами. Я был удивлена и очарована их количеством и разнообразием. Когда я проходила мимо одной из них, то воскликнула: «О, сэр, это прекрасно!». К моему полному недоумению он [политик] сказал: «Тебе бы это понравилось?»… Я практически потеряла сознание, не зная, что сказать… Поэтому он объявил, что отправит мне картину на Рождество. Однако уже через две недели пришла чудесная посылка, и там было письмо, которое я, конечно, буду хранить всю свою жизнь. В нём было написано: «Я не смог дождаться Рождества».— [Дэвид Кумбс]. Уинстон Черчилль. Этюд роз
Сохранились два письма актрисы художнику. В первом она благодарит автора за ценный подарок: «Прибытие вашей прекрасной картины было самым большим волнением. Хотелось бы мне сказать Вам, как я по-настоящему взволнована, что получила её. Как чудесно (я думаю, это очень мило с вашей стороны), что она была так красиво оформлена» (Письмо сэру Уинстону Черчиллю, 21 сентября 1951 года, Архивный центр Черчилля, Колледж Черчилля, Кембридж, инв. CHUR 2 / 174). Второе письмо актриса отправила спустя целое десятилетие. В нём Вивьен писала о том, где находится картина в её доме, и о тех чувствах, которые испытывает по отношению к ней: «Я хотела бы показать Вам, где висит картина, которую Вы мне подарили. Она находится в моей спальне, дорогой сэр Уинстон, и я смотрю на неё каждый день, когда просыпаюсь, и каждую ночь, когда ложусь спать…» (Письмо сэру Уинстону Черчиллю, 14 февраля 1961 года, Архивный центр Черчилля, Колледж Черчилля, Кембридж, CHUR 2 / 527A). Картина находилась в спальне актрисы до самой её смерти (свою «розовую спальню» актриса декорировала под беседку, стены в которой были драпированы ситцем, картина Черчилля в этой комнате располагалась среди наиболее дорогих для Вивьен полотен).
В 2017 году на аукционе Сотбис картина (лот 245, 26 сентября 2017) была выставлена на продажу в составе коллекции личных вещей Вивьен Ли. Картина подписана инициалами автора — «W. S. C.». Техника исполнения — масляная живопись по холсту, размер — 51 х 36 см. В каталоге Кумбса она указана как С181, там же приведена репродукция с неё. Начальная цена была установлена в 70 000—100 000 фунтов стерлингов. На аукционе в составе лота с картиной была также представлена чёрно-белая фотография, запечатлевшая картину в студии её автора в верхнем правом углу стены рядом с камином и зеркалом (фото подписано Черчиллем). Окончательная цена продажи по итогам торгов составила 638 750 фунтов.

## Годы Второй мировой войны. «Минарет мечети Аль-Кутубия»
В годы войны (сентябрь 1939 — август 1945) Черчилль практически прекратил упражнения в живописи

Уинстон Черчилль. Минарет мечети Аль-Кутубия, 1943

В январе 1943 года в Касабланке в Марокко состоялась конференция «Большой двойки», продолжавшаяся десять дней. Когда все вопросы были решены, Рузвельт собирался возвращаться в США, но Черчилль предложил посетить Марракеш. Президент согласился. Путешествие заняло четыре часа. Политиков сопровождали около тридцати помощников и охранников, вооружённых автоматами, в небе над ними летали военные самолёты. Черчилль и Рузвельт остановились в доме американского вице-консула за пределами Марракеша, к дому примыкала выстроенная в традиционном стиле башня, с которой открывался вид на город. Рузвельт и Черчилль забрались туда по винтовой лестнице, чтобы увидеть закат солнца на фоне покрытых снегом Атласских гор. На следующий день президент уехал, а Черчилль вновь поднялся на башню и несколько часов рассматривал панораму города, а потом приступил к работе над полотном. На нём изображена сверху и сбоку панорама Марракеша с минаретом мечети Аль-Кутубия на фоне горной гряды. Художнику, по мнению Вячеслава Шестакова, удался колорит картины, «в которой доминирует солнечный цвет, контрастирующий с фиолетовыми горами и с голубоватой дымкой неба». Российский искусствовед, не считавший её шедевром, воспринимал картину как «мечту, утопию мирной жизни и вечной красоты природы». Черчилль работал над картиной два дня, чередуя работу над ней с перепиской с военным министерством.

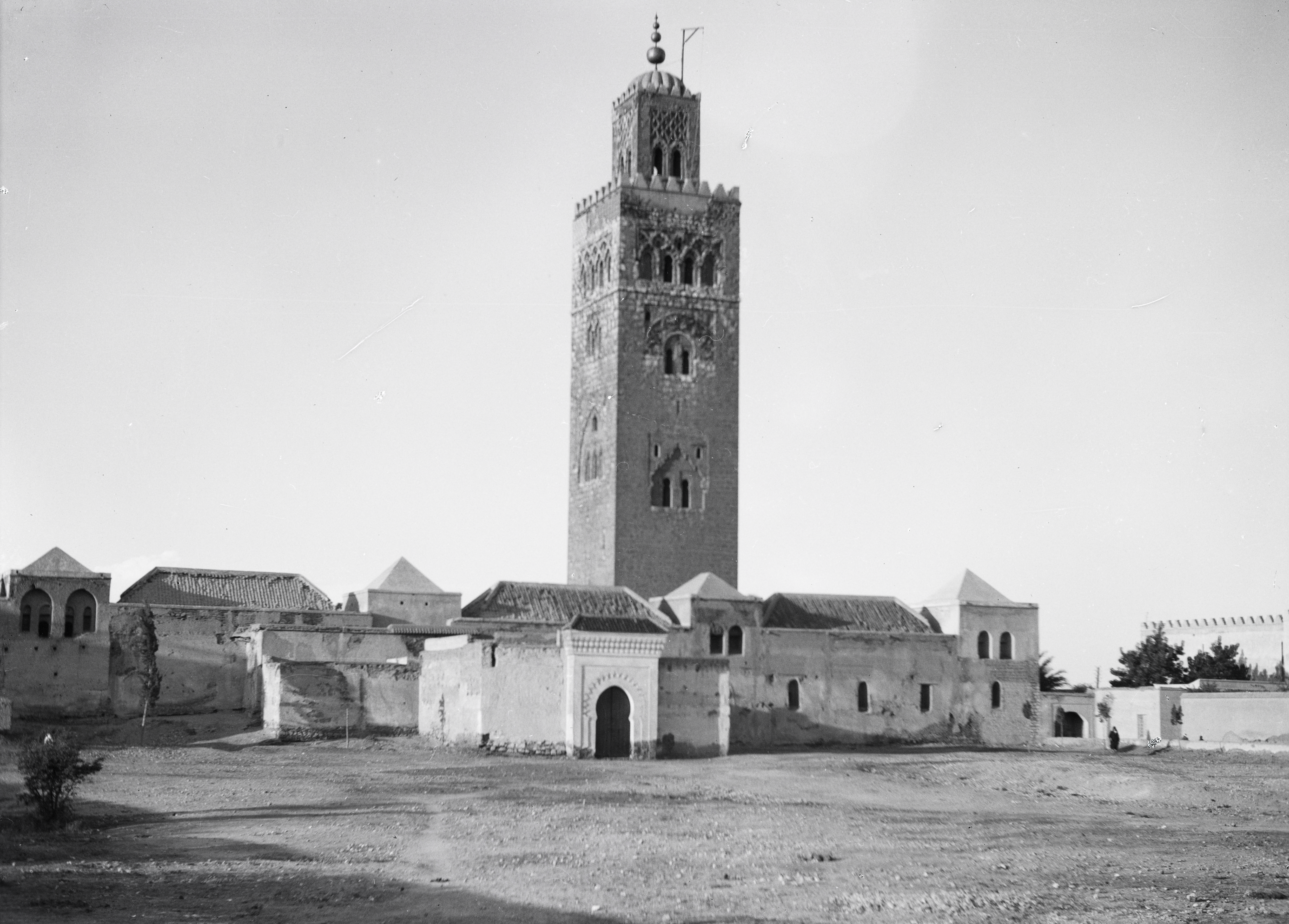
Минарет Аль-Кутубия, 1930 (1931)

Черчилль познакомился в Марракеше с Хасаном Эль-Глауи, сыном правителя города. Черчилль очаровал его живописью, но отец сопротивлялся этому увлечению. Хасан Эль-Глауи всё же стал профессиональным художником-пейзажистом. В 2012 году в лондонском доме-музее Лейтона прошла выставка «Встречи в Марракеше. Живопись Уинстона Черчилля и Хасана Эль-Глауи». На ней были представлены 24 картины обоих художников с видами Марракеша.
Картина «Минарет мечети Аль-Кутубия» (масло, холст, 50,8 х 60,96 см, С381), написанная Черчиллем в январе 1943 года на вилле Тейлора в Марракеше, по мнению официального биографа политика Мартина Гилберта, стала единственной за все шесть лет войны. Черчилль подарил её Франклину Делано Рузвельту. Позже она входила в коллекцию Нормана Хикмена, а до 2021 года картина находилась в коллекции Брэда Питта и Анджелины Джоли. Картину Брэд Питт приобрёл в 2011 году за 2 950 000 долларов у торговца антиквариатом в Новом Орлеане и подарил Джоли. Актёры заключили брак в 2014 году, но уже в 2016 году начали бракоразводный процесс.
В марте 2021 года картина была продана на аукционе в Лондоне за 7 000 000 фунтов стерлингов (а с учетом комиссии, цена продажи полотна 8 300 000 фунтов или 11 500 000"долларов). В каталоге Christie’s работа значилась как «собственность семейной коллекции Джоли». Цена продажи почти в четыре раза превысила предпродажную оценку и побила предыдущий рекорд продажи картины Черчилля на аукционе, который составлял чуть менее 1 800 000 фунтов стерлингов. «Минарет мечети Аль-Кутубия» был продан анонимному покупателю. В аукционе он участвовал по телефону. Этот же покупатель приобрёл на аукционе две другие картины Черчилля, в том числе ещё один пейзаж Марракеша, датируемый примерно 1935 годом, за 2 600 000 долларов. Представитель Christie's назвал эту картину «самой важной работой Черчилля». 

## Период после Второй мировой войны
В 1945 году после отставки с поста главы правительства Уинстон вновь стал много времени уделять живописи. В сентябре 1945 года он отправится в Италию, где поселился на вилле Ла Роза. Личный врач Черчилля так описывает настроение Уинстона: «Когда Уинстон находил подходящий вид, чтобы запечатлеть его на холсте, он садился и работал в течение пяти часов, с кистями в руках, лишь изредка отвлекаясь, чтобы поправить своё сомбреро, постоянно спадающее на брови». Всего за двадцать пять дней итальянских каникул Уинстоном было создано пятнадцать картин. Однажды вечером он решил исправить картину, принадлежавшую хозяину виллы, по мнению Черчилля, тусклую и безжизненную. Англичанин добавил в неё яркие и светлые тона. Картина была вставлена в раму и помещена на прежнее место, вызвав восторг случайных зрителей. Черчилль часто работал над картинами вместе с Альбертом Виктором Александером. Иногда они сознательно выбирали один и тот же вид или ландшафт. Об одной из таких картин «Сцена у озера, озеро Комо» (полотно Черчилля в каталоге Кумбса значится под № 383) двух художников-любителей впоследствии вспоминала Минни Черчилль. Узнав о продаже на аукционе Сотбис картины на этот сюжет Александера, Минни Черчилль приобрела её для экспозиции в Чартуэлле, где она в настоящее время находится рядом с картиной Уинстона Черчилля. Вячеслав Шестаков считал, что у Черчилля и Александера был схожий стиль
Телохранитель Черчилля сержант Эдмунд Мюррей (1916—1996, охранял Уинстона Черчилля с 1950 по 1965 год) был художником-любителем. Именно ему Уинстон доверял делать фотографии пейзажей для своих картин. Камердинер Черчилля Норман Макгован вспоминал: «Он часто покупал высококачественные фотографии во Франции и Италии, это были различные здания, деревья и другие объекты, впечатлившие его. Кроме того, мы делали и цветные снимки, чтобы в какой-нибудь пасмурный, непогожий день в Англии использовать их для воссоздания цветовой палитры. Многие картины, нарисованные Уинстоном во время каникул, были не больше чем наброски и эскизы, сама же раскраска происходила, как правило, недели или месяцы спустя в студии». В ответ на утверждение, что этот метод напоминает жульничество, Черчилль ответит: «Если конечный продукт выглядит как произведение искусства, значит, он и есть произведение искусства, и неважно, каким способом оно было создано».
Машинистка Сесилия Геммел, вошедшая в круг близких Черчиллю лиц в возрасте восемнадцати лет, вспоминала, что отвечала за «принадлежности для занятий живописью». По вторникам Уинстон Черчилль требовал, чтобы она очистила палитры, вымыла кисти в скипидаре и проверила, достаточно ли в наличии красок. Она же заказывала новые краски и производила уборку в студии. Как-то он вызвал её в студию и подарил одну из своих картин — «сильно приукрашенный портрет» самой Геммел. Эдмунд Мюррей помогал ему в установке мольберта и подготовке кистей. Мюррей вспоминал, что в поздние годы своей жизни Черчилль обращался к созданию полотен всё реже и реже, а в последний раз он занимался живописью в Чартуэлле около 1962 года. Французский историк Франсуа Керсоди объяснял это «ослаблением руки», а прекращение занятий живописью относил к концу 1960 года.

### «Пруд с золотыми рыбками в Чартуэлле» (1962)

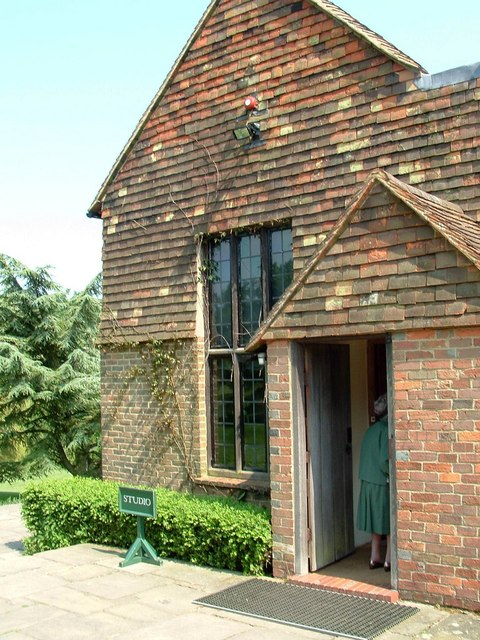
Студия Уинстона Черчилля в Чартуэлле в графстве Кент

Уинстон Черчилль. Пруд с золотыми рыбками в Чартуэлле, 1962

В каталоге работ Черчилля «Пруд с золотыми рыбками в Чартуэлле» 1962 года находится под № C544. Картина выполнена маслом по холсту, её размер — 40 х 50,5 см. Бассейн с золотыми рыбками был одним из любимых мест Черчилля в Чартуэлле. Расположенный недалеко от дома, он был окружён кустарником, здесь росли бамбук, гортензия, кизильник. В этом месте Черчилль часто предавался созерцанию. Его внучка Эмма Соумс вспоминала воскресный ритуал: внуки следовали за дедушкой к пруду, чтобы посмотреть, как он кормит золотых рыбок. Черчилль постукивал тростью, подзывая рыбок, а затем рассказывал детям об опасностях, подстерегавших их в естественных условиях. Дочь Уинстона Мэри Соумс вспоминала, что в пруду было до тысячи золотых рыбок. Владелец усадьбы пытался защитить рыбок от хищных птиц при помощи плавучей вертушки, созданной из велосипедного колеса с маленькими зеркалами, — ветер должен был поворачивать колесо, а зеркала, поймав солнечные лучи, давали яркие вспышки, которые должны были отпугивать птиц. Черчилль сожалел, что «на маленьком острове редко светит солнце».
В отличие от многих других пейзажей Черчилля, сделанных в Чартуэлле, которые демонстрируют панораму садов, эта картина необычна тем, что художник находился непосредственно вблизи водоёма и изображал его крупным планом. Картина сочетает множество оттенков зелёной и коричневой краски с золотисто-жёлтой и оранжевой, она приближается к абстрактной живописи. Черчилль изобразил этот же пруд на своём полотне 1932 года, которое раньше находилось в коллекции его дочери Мэри.
Это произведение 1962 года — последняя картина, которую Черчилль когда-либо написал. Она была подарена автором телохранителю Эдмунду Мюррею и находилась в собственности его наследников до ноября 2017 года, когда была продана на аукционе Сотбис за 357 000 фунтов стерлингов (21 ноября, лот 11, в эту сумму входят сборы и налоги, первоначальная цена выставленного на торги полотна составляла всего 50 000—80 000).

## Теоретические работы
Характеризуя теоретические работы политика в области живописи, Дэвид Кеннедайн писал, что они были «очень лёгкими и забавными, никоим образом не оскорбляющими профессиональных художников». По его мнению, для Черчилля целью было побудить других людей поэкспериментировать с кистью и посмотреть после этого, не смогут ли они получить какую-то часть удовольствия, которое сам политик приобрёл в качестве художника-любителя. Кеннедайн отмечал, что Черчилль, хотя и страдал эгоизмом, написал эти статьи с нехарактерным для него смирением и откровенностью
В 1921 году для журнала Strand Magazine Черчилль написал статью «Живопись как времяпрепровождение» (англ. «Painting as a Pastime»), которая была напечатана в декабрьском номере за 1921 год и январском за 1922-й. Супруга Клементина предостерегала художника-любителя от этого шага: «Я ожидаю, что профессионалы будут недовольны и скажут, что ты ещё недостаточно разбираешься в искусстве». Статья была иллюстрирована девятнадцатью картинами Черчилля, воспроизведёнными в цвете. Автор получил от издания крупную для того времени сумму — 1000 фунтов в качестве гонорара.
В 2011 году был опубликован полный перевод на русский язык этой работы. Культуролог Вячеслав Шестаков отмечает, что источниками мыслей, развиваемых в трактате, стали беседы с художником Карлом Монтагом, швейцарцем по происхождению (Дэвид Кумбс предполагал, что именно он направил картины Черчилля на выставку во Франции в 1921 году). Швейцарец не сразу оценил по достоинству работы Черчилля. При первом знакомстве с его полотнами Монтаг заявил: «Если вы так же сильны в политике, как и в живописи, Европа придёт в упадок». Монтаг был знаком с художниками-импрессионистами, в том числе с Клодом Моне и Огюстом Ренуаром, а также постимпрессионистами, такими как Пьер Боннар и Анри Матисс. Монтаг был, как и Черчилль, пейзажистом, который мог дать ему советы практического и теоретического характера. Среди советов, которые на основе воспоминаний Черчилля о его неназванном друге, живущем во Франции, Кумбс относил к Монтагу:

Мой друг сказал, что неплохо вообще ничего не знать о картинах, но иметь зрелый ум, натренированный в других областях, и сильное желание начать заниматься живописью. Это — элементы, из которых можно сформировать истинный вкус в искусстве со временем и под [хорошим] руководством…— Дэвид Кумбс. Шарль Морен и поиски «Nom De Palette» Черчилля

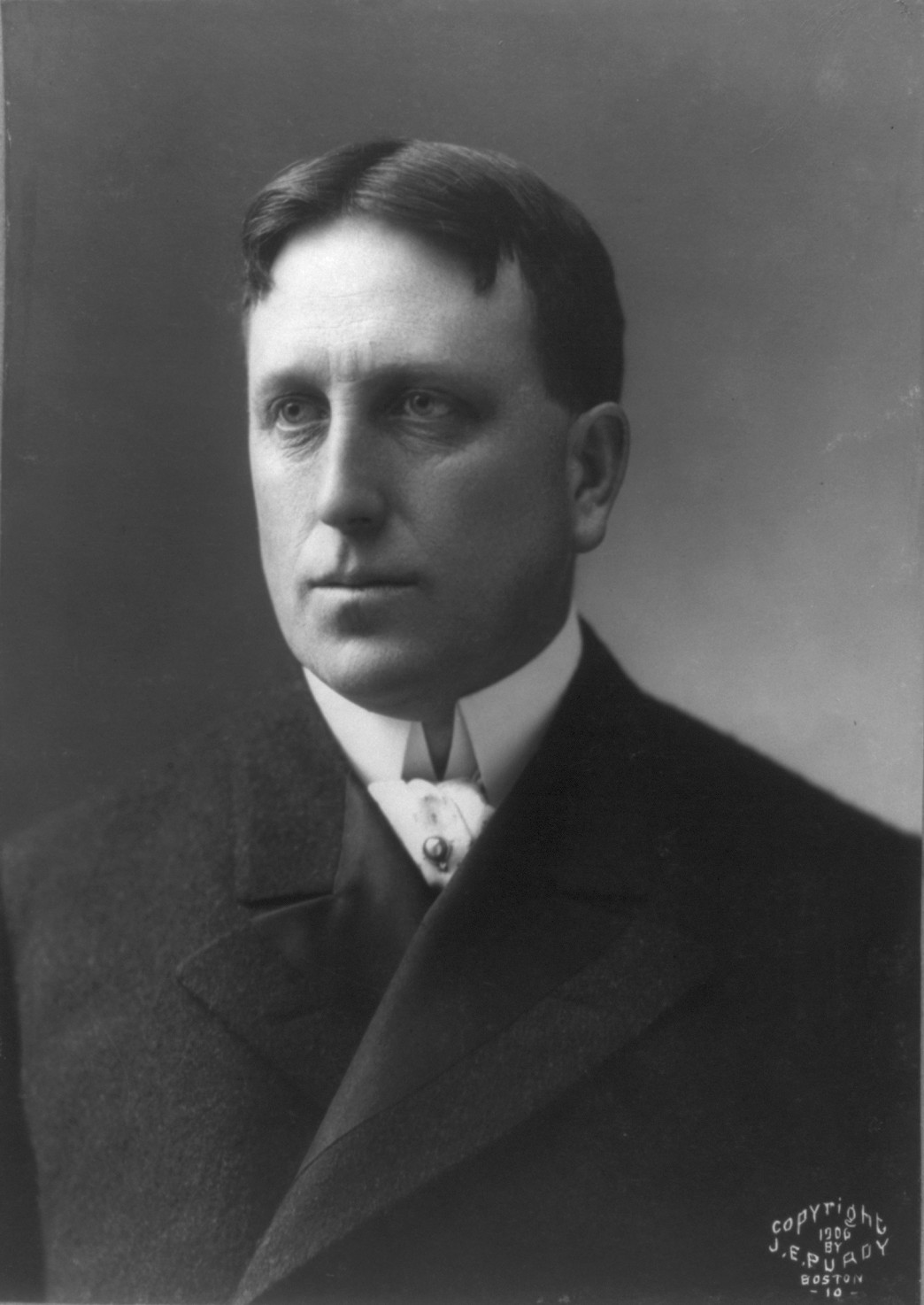
Уильям Рандольф Херст опубликовал первые теоретические статьи политика о живописи

Кроме Монтага, на Черчилля повлияли собственные впечатления от посещения музеев, а также трактаты Джона Рёскина, которые тогда изучал автор эссе. Художником, творчество которого вызывало наибольшее восхищение Черчилля в то время, был Уильям Тёрнер. В 1925 году, будучи канцлером казначейства, Черчилль для журнала Nash's Pall Mall Magazine написал статью «Хобби» (англ. «Hobbies»). Статья была впервые опубликована в декабрьском выпуске журнала. В 1926 году американский журнал Cosmopolitan, который, как и Nash’s Pall Mall Magazine, был собственностью Уильяма Рандольфа Херста, опубликовал эту статью в сокращённом варианте под длинным названием «Когда жизнь меня утомляет, я обращаюсь к хобби». В 1929 году первоначальный текст статьи «Живопись как времяпрепровождение» был опубликован в сборнике «Сто лучших английских эссе». В 1930 году полная версия «Хобби» была опубликована в Sunday Chronicle под заголовком «Человеческие увлечения». В 1932 году статьи «Хобби» и «Живопись как времяпрепровождение» вошли в сокращённом виде в сборник «Мысли и приключения». Публикации 1930 годов были связаны с усложнившимся материальным положением семьи. После потери должности Канцлера казначейства Черчилль формально был безработным (если не считать депутатской деятельности в нижней палате парламента).

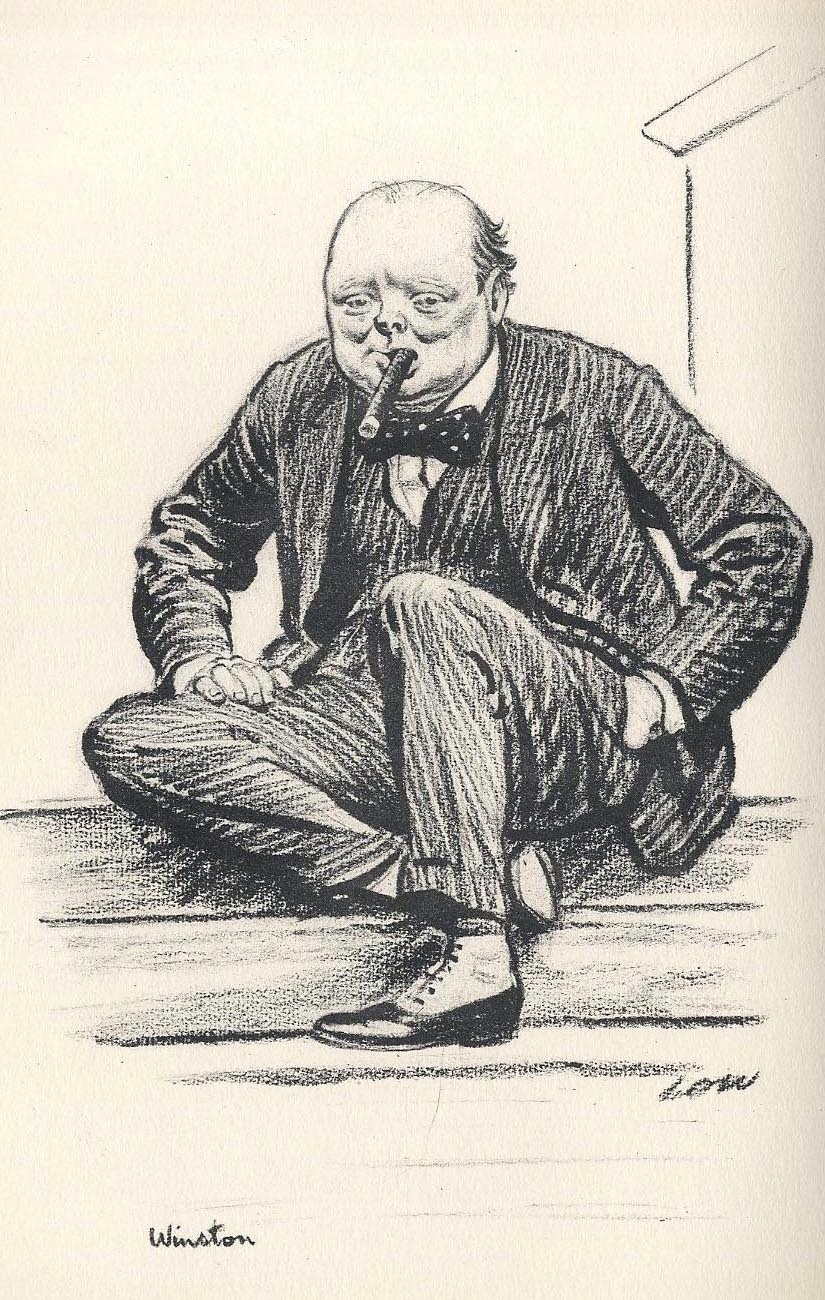
Дэвид Лоу. Карикатура на Черчилля, 1928

В 1931 году Черчилль написал статью «Карикатура и карикатуристы» (англ. «Cartoons and Cartoonists»). Она вошла в книгу политика «Мысли и приключения». В этой книге он вспоминал о юношеском увлечении политической карикатурой и отмечал среди художников-карикатуристов Джона Тенниела, получившего известность благодаря иллюстрациям к сказкам Льюиса Кэролла, Фрэнсиса Карратерса-Гоулда, Перси Хаттона Фирона по прозвищу «Пой» и Макса Бирбома (также известно, что его восхищение вызывали карикатуры Дэвида Лоу).
Интерес с точки зрения культурологии представляют речи Черчилля, произнесённые им на банкетах Королевской академии художеств в 1927, 1932, 1938 и 1953 годах. Дважды он затрагивал тему отношений между политикой и искусством, а речь 1932 года даже озаглавил «Политические художники». В ней Черчилль представил действующих британских политиков в качестве художников, принадлежащих к разным течениям. Речь 1938 года была посвящена новаторству и традиции в искусстве. В ней политик произнёс фразу, получившую впоследствии широкую известность: «Без традиции искусство — стадо овец без пастыря. Без инноваций — это труп».
С 1930-х годов Черчилль не только демонстрировал свои работы на выставках, но и регулярно писал на выставки Королевской академии художеств рецензии. В 1932 году в газете Daily Mail была опубликована его статья «Академия делает Британию праздничной» о выставке этого года. Это была первая рецензия Черчилля, поэтому он был предельно осторожен в оценке работ художников-профессионалов, похвалил своего первого учителя Джона Лавери за картину «Двор Её Величества», своего другого учителя Уолтера Сикерта — за «Воскрешение Лазаря».
В конце 1945 года Черчиллю поступило предложение от издательского дома Time Life написать за 75 000 долларов серию статей, посвящённых живописи, но он отказался, предложив вместо них публикацию своих картин. Медведев предположил, что это произошло в связи со сложной системой налогообложения в Великобритании на литературное творчество действующего политика.
В 1946 году в Strand Magazine были вновь опубликованы обе его наиболее известные статьи о живописи. В 1948 году они были объединены в книгу и изданы под названием «Живопись как времяпрепровождение». Издание было проиллюстрировано цветными репродукциями большого числа картин художника. Книга поступила в магазины в начале декабря, а уже к Рождеству было продано более 50 000 её экземпляров. В США эта книга была издана в январе 1950 года, продано было более 25 000 экземпляров. Книга имела успех, впоследствии была неоднократно переиздана и переведена на французский, немецкий, финский и японский языки. Долгое время издавались только сокращённые версии авторского текста. Полное издание (впервые с 1920-х годов) было осуществлено в 2003 году Дэвидом Кумбсом в книге «Сэр Уинстон Черчилль. Его жизнь и его живопись».
Статьи содержат личные впечатления автора о своём хобби, его размышления о живописи и технике работы маслом. Черчилль проводил соотношение между живописью и военным искусством. В обоих случаях, по его мнению, создаётся план (в случае с живописью заранее определяются пропорции и соотношение цветов). Черчилль пытался определить соотношение внутри триединства художник, картина и натура, проанализировать место зрительной памяти в жизни творческого человека. По его мнению, на полотно переносится сигнал, принятый глазом художника несколькими секундами ранее при созерцании реального объекта. За это время он кодируется на языке живописи. На холст попадает криптограмма, которую предстоит расшифровывать зрителю.

## Особенности творчества

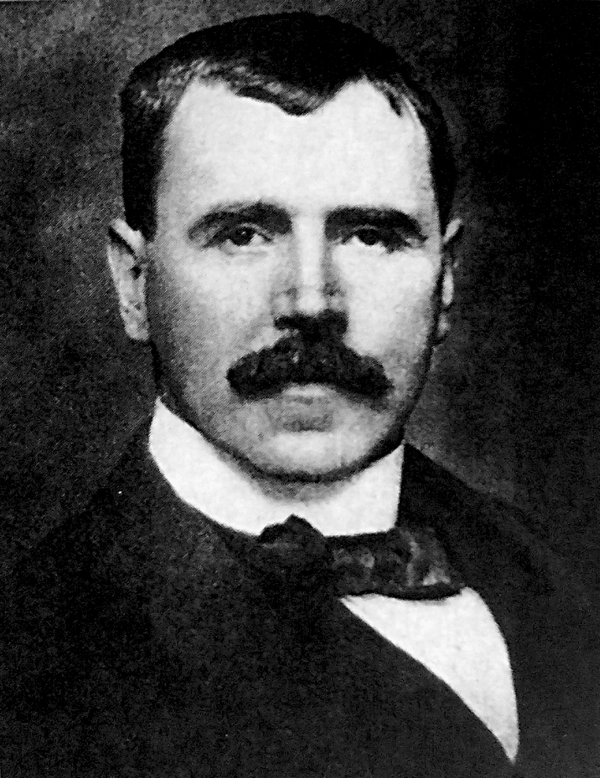
Джон Лавери на фотографии конца XIX века студии T. & R. Annan & Sons (Глазго)

### Художники, оказавшие влияние на формирование Черчилля-живописца
Среди художников, оказавших наиболее существенное влияние на формирование творческого стиля Уинстона Черчилля, были британцы Джон Лавери, Уолтер Ричард Сикерт, Уильям Николсон и француз Поль Люсьен Маз (1887—1979). Черчилль часто работал в лондонской студии Лавери, создав там, например, автопортрет. Лавери работал в Марракеше, который позже стал любимым объектом пейзажей Черчилля. Шестаков предполагал, что именно Лавери «заразил» Черчилля Марракешем.
Лавери отмечал у Черчилля «глубокое понимание света и более чем уверенное владение основными техническими приёмами». В 1919 году Лавери свой портрет, написанный Черчиллем в 1915 году (масло, холст, 60,96 х 50,8 см, частная коллекция, С507), представил на выставку Королевского общества портретистов. Это была первая публичная выставка, на которой экспонировалась картина Черчилля. Черчилль писал:

До того как я попробовал рисовать, я и понятия не имел, сколько может рассказать пейзаж, его краски стали для меня более насыщенными, более важными и более различимыми. Я стал замечать, что, прогуливаясь, уже инстинктивно обращаю внимание на расцветку листа, отражения в лужах, сказочно-пурпурные очертания гор, совершенные формы зимних веток, дымчатое очертание далёкого горизонта. Я и так обращал на все эти вещи внимание, но теперь они приобрели для меня новый смысл. Мой ум, ведомый интересом и фантазией, стал улавливать впечатления от гораздо более мелких деталей. И каждое такое впечатление несло своё удовольствие и пользу— Дмитрий Медведев. Черчилль: Частная жизнь
Лавери высоко оценивал способности своего ученика и его интуицию: «там, где мой опытный глаз обнаруживал трудности, он, со свойственной ему свободой, бесстрашно преодолевал их и показывал мне, что нужно было делать». Он также писал: «Если бы он выбрал живопись вместо управления государством, то я думаю, он был бы великим мастером кисти». Резкое охлаждение отношений между ними произошло, когда Лавери увлёкся политикой и стал выступать за полное отделение Ирландии от Великобритании.

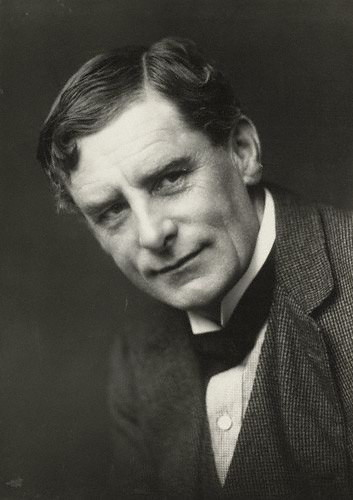
Уолтер Сикерт в 1911 году

Большое влияние на Черчилля оказал британский художник Уолтер Ричард Сикерт. Сикерт был одним из близких друзей матери супруги Черчилля Клементины — леди Бланш Огилви, знакомство с которой состоялось ещё на рубеже веков. В 1927 году с Клементиной Черчилль произошёл несчастный случай. Сикерт пришёл проведать супругу политика, которую знал ещё подростком, и познакомился с Черчиллем. Со временем они стали близкими друзьями. Сикерт научил Уинстона некоторым элементам работы над полотном: готовить холст, грунтовать его, наносить несколько уровней краски для создания одноцветных тонов, использовать фотографии, проецируемые на холст, для создании картины по методу Панафье. Друг Черчилля профессор Фредерик Линдеманн подарил ему хороший фотоаппарат. В Париже Черчилль приобрёл проектор, который позволил переносить изображение с позитива или негатива на холст с «монохромной градацией в четыре-пять оттенков». По мнению Кумбса, так была создана картина «Две леди в гондоле. Лагуна, Венеция» (1927, С44), на которой изображены супруга и старшая дочь политика Диана. В ноябре 1982 года это полотно было продано на Сотбис за 25 000 фунтов стерлингов.
Исследователи отмечают сильное влияние Сикерта в портретах Черчилля 1920-х годов. Вместе с тем отмечается, что выполненные в технике, предложенной Сикертом, картины являются самыми слабыми работами в творчестве Черчилля. Все они созданы в серо-коричневых тонах и лишены той игры цвета, которая в целом характерна для творчества политика. Шестаков отмечает специфику передачи знаний Сикертом Черчиллю — художник в письмах-наставлениях детально описывал приёмы масляной живописи, при этом он был постоянным гостем особняка Черчиллей и делал полезные замечания по поводу тех картин, над которыми в то время работал его ученик, в устной форме. В 1927 году Черчилль написал картину «Урок живописи мистера Сикерта», в нижней части которой сохранились карандашные пометки Сикерта, намечавшие композицию полотна
Серьёзное влияние на развитие творческой манеры Черчилля оказал французский художник Поль Маз (иногда используется английская версия его фамилии — Мейз, так как он долго жил в Великобритании). Они познакомились в 1916 году, когда Маз был сержантом связи при британских войсках. Современники рассказывали, что при работе Уинстона над одним из пейзажей присутствовали Поль Маз и ещё три художника-профессионала. Черчилль распределил между ними фрагменты полотна, взяв на себя общее руководство коллективным проектом и приняв непосредственное участие в его осуществлении. Результатом усилий пяти художников стала коллективная картина «В парке шато Сент-Джордж-мотеля», которую Черчилль подарил своему дворецкому (С355). В 1966 году на аукционе Сотбис она была продана за 500 фунтов, а в 1977 году на том же аукционе перепродана за 3500 фунтов. В 1934 году Черчилль написал предисловие к мемуарам Маза «Француз в хаки», где назвал его «исключительным художником».

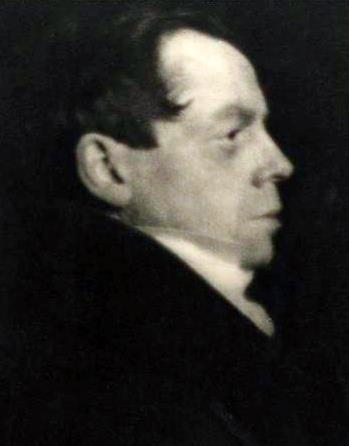
Уильям Ньюзам Прайор Николсон (фотография) 1908

В 1933 году Черчилль познакомился с художником, иллюстратором и автором детских книг Уильямом Николсоном. Художник часто навещал политика, сделал зарисовки членов его семьи и усадьбы. Сам Черчилль говорил: «Я думаю, что человек, который научил меня больше всех живописи, — это Уильям Николсон». Ещё один художник — швейцарец Карл Монтаг — водил Черчилля по небольшим французским частным галереям, показывая ему работы импрессионистов. Он познакомил начинающего художника также с некоторыми техническими приёмами при работе масляными красками и с основными принципами современного искусствоведения и, как предполагает Шестаков, вдохновил Черчилля на собственные теоретические работы в области живописи.

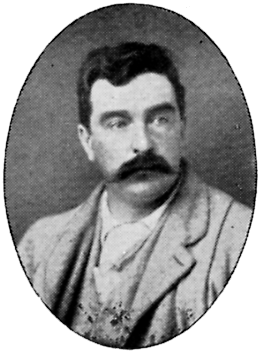
Альберт Джулиус Олссон в 1901 году

Высказывалось предположение, что на живопись политика мог также оказать влияние художник-маринист и яхтсмен Альберт Джулиус Олссон. Согласно семейной традиции, Олссон был одним из художников, которые давали Черчиллю уроки и сопровождали его на юг Франции и в Корнуолл на этюды. Журналист и историк искусства Остин Вормлейтон, биограф Олссона, предположил, что тот мог знать Черчилля со времён Первой мировой войны, когда работал над маскировкой торговых судов. Предположительно, тесное общение Черчилля с Олссоном могло происходить в 1920 году.
Мэри Соумс настаивала, что не меньшее влияние имела для Черчилля частная коллекция картин сэра Филипа Сассуна. Сассун был другом и покровителем Джона Сингера Сарджента и владельцем ряда его картин. Уинстон восхищался этими работами, поэтому Филип Сассун снимал их со стены и предоставлял Черчиллю для копирования. Влияние творчества Сарджента можно увидеть в лучших картинах Черчилля конца 1920-х годов. В пейзажах Черчилль относил себя к ученикам Поля Сезанна, воспринимал природу, как «массу искрящегося света, в которой поверхности и формы трудно различимы и имеют относительно небольшое значение, а преобладают вспышки и блеск с восхитительными цветовыми гармониями и контрастами». В 1949 году президент Королевской академии художеств Альфред Джеймс Маннингс в прямом эфире радио BBC на возрождённом спустя многие годы банкете Королевской академии художеств осудил Британскую галерею Тейт и саму Академию за их ошибочное одобрение современного искусства, назвав «глупцами» Поля Сезанна, Анри Матисса и Пабло Пикассо, настаивая, что присутствующий на банкете Уинстон Черчилль полностью разделяет эту точку зрения. Черчилль восхищался Сезанном и Матиссом, твёрдо верил в необходимость свободы художественного творчества, поэтому упрекнул Маннингса за искажение смысла частных бесед, которые они вели. Маннингс был настолько потрясён этим, а также отрицательной реакцией слушательской аудитории, что ушёл в отставку.
Дэвид Кеннедайн, наряду с влиянием Лавери и Сикерта, отмечал тесную дружбу Черчилля с выдающимся художественным критиком Кеннетом Кларком, которая возникла ещё в 1930-е годы. Свидетельством их близких отношений он называл присутствие искусствоведа на ужине в июле 1953 года, когда Черчилля поразил первый инсульт, и предложение именно Кларком художника Грэхема Сазеренда для создания портрета, преподнесённого политику от имени палаты общин в 1954 году.

### Жанры, стиль и техника работы над полотнами
Кроме большого количества пейзажей кисти Черчилля принадлежат зарисовки интерьеров, натюрморты, изображения цветов и портреты. Историк Роберт Пейн утверждал, что у Черчилля никогда не получались портреты. По его мнению, Уинстона вдохновляли ландшафты, а человек не имел для него значения. При изображении людей он использовал несколько небрежных мазков, они служили лишь дополнением к пейзажу. Эдвина Сэндис писала о смелости художника в выборе цветов, многие люди, в том числе его супруга Клементина, предлагали даже ему «охладить» их.
Черчилль отдавал предпочтение масляным краскам. Его секретарша Джейн Портал упоминает однажды работу, выполненную темперой, а Медведев относит кратковременное увлечение темперой к концу 1940-х годов. О масляных красках политик писал:

Во-первых, вы можете легко исправить любую ошибку. Один взмах мастихином и с холста удалены вся кровь и слёзы утра, предоставив вам возможность всё начать заново. Во-вторых, вы можете приблизиться к вашей проблеме с различных направлений. У вас нет необходимости двигаться от светлых тонов к тёмным. Вы можете начать с достаточно скромных пастельных оттенков и затем уже, когда почувствуете необходимость, обратиться к более ярким цветам. И наконец, само вещество настолько легко управляемо. Вы можете класть слой за слоем, экспериментировать, изменять свой план в зависимости от временных или погодных условий. И всегда помните, в случае неудачи, в вашей власти всё соскоблить и начать сначала— Дмитрий Медведев. Черчилль: Частная жизнь
Черчилль писал красками, созданными компанией Sax-Farben, расположенной в коммуне Урдорф в кантоне Цюрих. Он долгое время хотел встретить Вилли Закса, стоявшего во главе фирмы, чьи «темпераментные цвета» красок ему так нравились. После первой встречи в 1946 году между ними возникла дружба, которая продолжалась до тех пор, пока оба они не скончались. Закса несколько раз приглашали в Чартуэлл, а он познакомил Черчилля с известными швейцарскими художниками, такими, как Куно Амье, и проводил лето с Черчиллем на юге Франции. Закс умер за полгода до Черчилля.

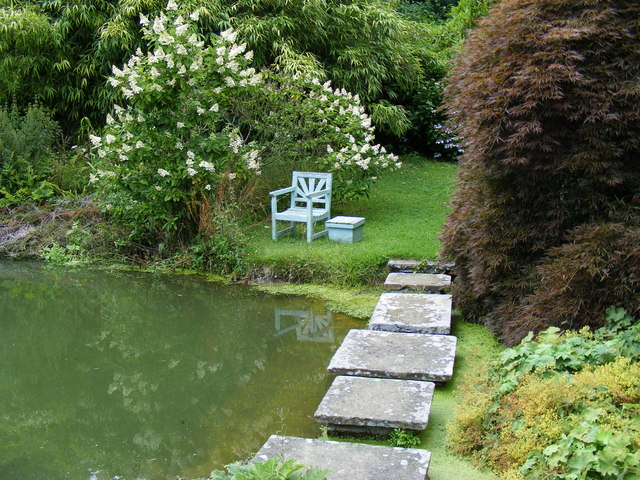
Любимое место Черчилля в Чартуэлле — пруд с золотыми рыбками

Часто Черчилль использовал фотографии для подготовки композиции будущей картины. Чтобы добиться сходства, он иногда использовал приспособление, называемое эпидиаскопом, которое проецирует фотографию на холст. Работая на пленэре, Черчилль обычно создавал только наброски, а основная работа над полотном начиналась спустя недели или месяцы в студии. Борис Джонсон отмечал любовь художника к цвету по принципу «чем ярче и сочнее, тем лучше». На его картинах соединяются розовая стена дворца и развалины цвета охры, лазурное небо, покрытые снегом горные вершины, тёмно-зелёные кипарисы, сочные лужайки, ярко-синие небеса….
Некоторые искусствоведы относят творчество политика к реализму, но отмечают значительное влияние импрессионизма. Шестаков, напротив, отмечает некоторую близость творчества Черчилля постимпрессионизму, но подчёркивает в его работах ярко выраженные традиции импрессионизма. Британский историк Дэвид Т. Стаффорд писал, что картины Черчилля носят традиционный характер, они погружают зрителя в безопасный мир и дают ему надежду, но не оставляют даже намёка на зажигательные и провокационные тенденции, которые сотрясали основы европейского искусства и культуры. Британские биографы политика писали, что Черчилль стремился в своих речах и в своих полотнах действовать как на умы аудитории, так и на её воображение.
До 1931 года политик никогда не подписывал своих работ. В этом году его личный телохранитель Уолтер Х. Томпсон попросил подарить одну из картин художника. Смущённый Черчилль предложил ему выбрать любую. Тогда телохранитель попросил его ещё и подписать полотно своим именем. Ещё более смущённый политик заявил, что не подписывал работы до этого случая.
Дэвид Кумбс и Минни Черчилль особую главу в своей монографии 2003 года посвятили проблемам аутентичности тех полотен, которые приписываются художнику-любителю в настоящее время, или могут быть соотнесены с его творчеством в будущем. Они отмечали такие характерные особенности полотен Черчилля:
- Необходимо, чтобы объект, стиль, колорит и техника были бы представлены в других его известных работах. Этот фактор исследователи считали субъективным и в отдельных случаях ненадёжным.
- Объективные факторы: размер картины и материал, используемый для письма: холст, значительно реже — доска под холстом, или ещё более редко — деревянная доска. Они должны быть типичными для Черчилля. Чаще всего, но не всегда, он писал на холстах своего лондонского поставщика (фирмы Roberson & Co), реже — на холстах парижского производителя Бланшета.
- Подпись. Многие картины политика не были подписаны. Только две или три картины подписаны «У. Черчилль». Чаще всего на полотно нанесены только инициалы — «W. S. C», «WSC» или «W.S.C». В поздние годы на отдельных картинах, предназначенных в качестве подарка, были проставлены инициалы «от его имени» лондонским мастером по монтажу рам Фрэнком Патриксоном, по его собственным словам, шаблон был вырезан из меди.
- Возможность отследить историю владения картиной Уинстона Черчилля — «Это должна быть доказуемая или весьма вероятная история».

### Живопись в жизни Уинстона Черчилля
Телохранитель Черчилля Уолтер Томпсон утверждал, что Уинстон начинал рисовать с раннего утра и продолжал с небольшим перерывом на ланч до семи вечера. Со второй половины 1950-х годов Уинстон стал дарить картины друзьям и близким. Однажды он признался: «Мои картины слишком плохи, чтобы их продавать, и слишком дороги, чтобы просто дарить в другие руки». Среди получавших картины в подарок от автора: королева Елизавета II, президенты США Рузвельт, Трумэн и Дуайт Дэвид Эйзенхауэр, премьер-министр Великобритании Дэвид Ллойд-Джордж и генерал Джордж Маршалл. Кроме того, Черчилль лично отобрал по одной картине, чтобы вручить каждому из своих десяти внуков.
Ряд художественных критиков считали живопись политика только средством релаксации Уинстона Черчилля, отказывая ему в высоких художественных достоинствах. Так, например, покровитель георгианских поэтов, переводчик и меценат Эдвард Марш писал, что изобразительное искусство «служило средством отвлечения и успокоения, облегчавшим страдания его отчаявшейся души». Дэвид Кеннедайн утверждал, что Черчилль гордился тем, что является профессиональным литератором, но считал себя только художником-любителем
Немецкий историк Дитрих Айгнер утверждал, что Черчилль посвящал живописи только воскресенья, а занимался он ей, как и другими своими хобби, только тогда, когда, потерпев очередное фиаско в своей политической карьере, «готовился к новому виду деятельности». Напротив, английский историк Пол Джонсон называл живопись «главной страстью» для Черчилля после политики и семьи. Искусствовед Денис Саттон утверждал, что Черчилль достиг лишь уровня любителя. Эрик Ньюмен считал, что отдельные работы художника восхитительны, но в его творчестве отсутствует волшебство, свойственное действительно крупным художникам.
Сам политик рассказывал о своих самых ранних ощущениях при создании первой своей картины:

Палитра блестела от капель краски. Незапятнанный холст сиял белизной; кисть нерешительно замерла в руке под тяжестью рока. Тончайшей кисточкой я смешал на палитре немного голубой краски, а потом с бесконечной осторожностью сделал мазок размером с боб… так мягко, так нерешительно, даже оцепенев, что ничего не получилось— Брайан Сингер. Стиль Черчилля. Искусство быть легендой
Внучка политика Эдвина Сэндис утверждала, что в искусстве её деда отсутствовала политика. С её слов, Черчилль не был похож на тех художников, которые пытаются донести до зрителей некое «сообщение» или сделать политическое заявление, он рисовал ради «чистого удовольствия», выражая собственное восхищение жизнью на холсте. При этом, по её мнению, в картинах политика отражалась частная жизнь художника. С точки зрения Сэндис, после приобщения к изобразительному искусству перед ним открылся «новый мир». Это хобби стало стимулом для путешествий, в ходе которых он искал «живописные пейзажи». На юге Франции он стоял за мольбертом по три или четыре часа подряд, будучи полностью поглощён созерцанием поверхности воды и изменяющегося на ней света.
Президент Дуайт Эйзенхауэр утверждал, что художник Освальд Бирли в частной беседе сказал ему: «Если бы сэр Уинстон посвятил искусству то время, которое он посвятил политике, он стал бы, несмотря ни на что, величайшим художником в мире». Сэндис приводила мнение Пабло Пикассо, который однажды сказал: «Если бы этот человек был художником по профессии, то у него не было бы проблем с зарабатыванием на жизнь». Она писала, что Черчилль хотел, чтобы его картины сохранились и были известны будущим поколениям, и Дэвид Кумбс, впоследствии составивший каталог его произведений, сделал это по указанию самого политика. Сэндис считала, что «живопись была лишь нитью в гобелене его жизни», но при этом она писала: «Муза живописи приходила на помощь Черчиллю [в трудных жизненных ситуациях]. Дважды, когда его выгнали с должности (в 1915 и 1945 годах), а затем вновь в 1955 году, когда он, наконец, ушёл в отставку».
О значительной роли занятий живописью в жизни политика говорили и писали многие из его современников. Сам Черчилль настаивал: «Это такое удовольствие. Краски так хороши, и так упоительно смотреть на тюбики. Смешивая их, даже грубо, вы видите нечто восхитительное и абсолютно захватывающее… Я не знаю ничего, что, не напрягая тело, могло бы так же полностью захватить сознание». В шутку он обещал: «Когда я попаду на небо, я намерен значительную часть моего первого миллиона лет провести за рисованием». Знакомая Уинстона Черчилля Вайолет Бонэм-Картер утверждала: «писание картин — единственное занятие, которому он предаётся молча». Черчилль писал в письме другу об отношении к созданным полотнам: «Я очень стесняюсь показывать свои картины за рамками семейного круга. Они для меня как дети, часто непослушные, но всё ещё требующие заботы».
Американский писатель-биограф, доктор философии и номинант на Пулитцеровскую премию Майкл Шелден делал акцент на другом аспекте. По его мнению, когда Уинстон Черчилль обращался к живописи, то «погружался в новый мир». Важной особенностью этого мира было то, что создавал его сам политик, и этот мир полностью «подчинялся его воображению». Политический противник Черчилля Дэвид Лойд Джордж «не мог вторгнуться [в занятие живописью] и изменить его взгляд на линию деревьев, сад или сельскую тропинку между изгородями». Художник-любитель переносился в «идеальный мир красок и света». В своих работах он запечатлевал то, что хотел видеть, и в том стиле, который он считал наилучшим. Шелден считал, что в живописи Черчилль испытывал всю полноту власти, которая ему была недоступна в политике.

## Историография

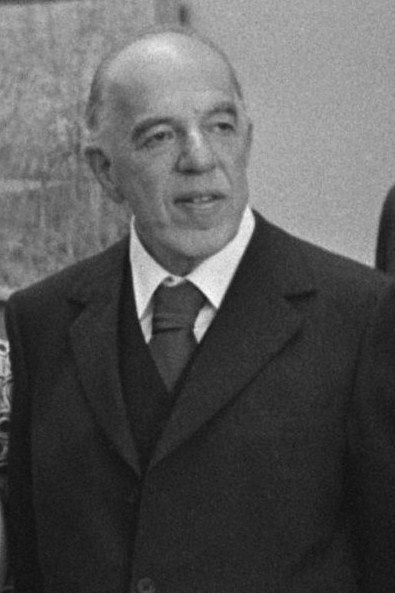
Эрнст Гомбрих в 1975 году

В 1950 году искусствовед Эрик Ньютон попытался привлечь в своей небольшой статье внимание широкой аудитории к эссе Уинстона Черчилля «Хобби». Ньютон считал общеизвестным, что хобби играет роль терапии. Искусствовед отмечал, что автор эссе правильно сформулировал проблему: «необходимость вырваться из поглощающего бремени… не отдыхая или удаляясь от мира, но выбирая совершенно другое, но одинаково захватывающее занятие». Только в таком случае, по его мнению, хобби действительно наполняет человека радостью и энтузиазмом. Отмечая, что основным жанром художника-любителя является пейзаж, Ньютон особо выделяет в статье Черчилля фразу, характеризующую восприятие им своего хобби: «Тщеславная ракетка туриста уступает место спокойному наслаждению философа».
В 1953 и 1959 годах историк и искусствовед Томас Патрик Бодкин, занимавший в 1927—1935 годах пост директора Национальной галереи Ирландии в Дублине, а затем ставший профессором истории искусства в Бирмингеме, опубликовал два эссе о живописи Уинстона Черчилля («Единство, жизненная сила, бесконечность и спокойствие» — англ. «Unity, Vitality, Infinity and Repose» и «Узнаваемая индивидуальность» — англ. «A Recognizable Individuality»). Бодкин отмечал ряд особенностей творчества и серьёзные достоинства Черчилля как художника: каждая его картина посвящена только одному объекту (башня, церковь, озеро…), «основной мотив никогда не заглушается пустяками»; каждая картина содержит уникальный сюжет; даже если он возвращается к изображению того же объекта, то пытается открыть в нём некие новые грани или найти новое художественное решение темы, разнообразие жанров; «цвета яркие, чистые и хорошо гармонизированы». Автор эссе утверждал, что хотя для политика живопись представляла собой «тяжёлый, напряжённый труд», главными темами его творчества являются «свет и покой».

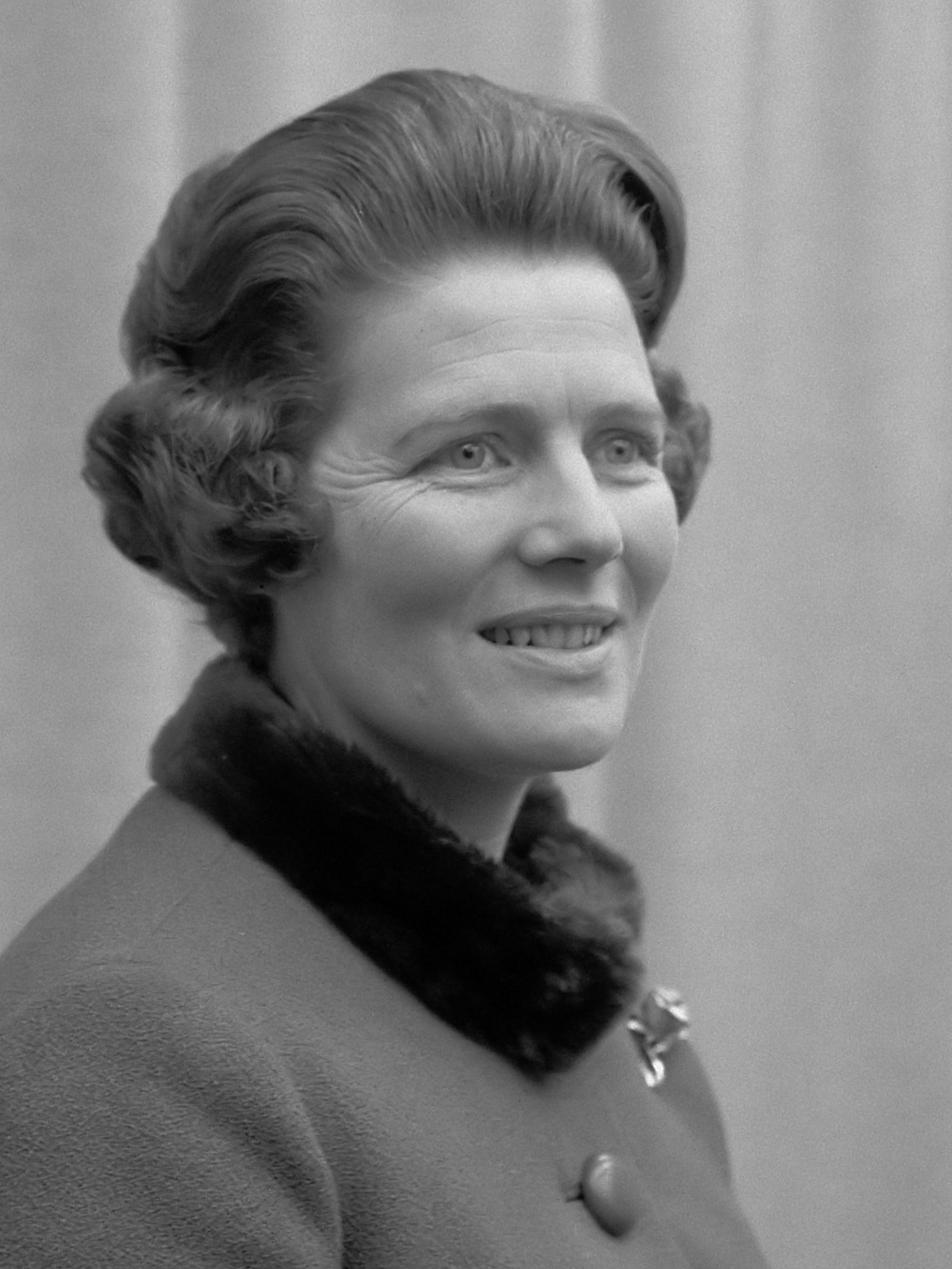
Мэри Соумс — дочь Черчилля и автор книги о его картинах

Большую статью в журнале Atlantic Monthly о живописном творчестве Черчилля в марте 1965 года (через два месяца после смерти политика) опубликовал крупный историк искусства Эрнст Гомбрих. Статья называлась «Художник и критик». В ней Гомбрих ставит теоретические работы Черчилля (в которых он, по мнению автора, поднимается до уровня профессионала) выше, чем его картины (в которых остаётся на уровне любителя). По словам Шестакова, автор статьи не столько анализирует конкретные полотна Черчилля, сколько разбирает проблемы, которые связаны с художественным творчеством политика в целом: является ли картина, созданная художником-любителем, произведением искусства, или её значение ограничивается только ролью документа; можно ли применять к анализу такого полотна те же критерии, что и к работе профессионального живописца? Гомбрих утверждал, что сам Черчилль неоднократно пытался выяснить объективную ценность своих картин. Гомбрих писал, что в эссе Черчилля «Живопись как времяпрепровождение» содержатся идеи «настолько глубокие», что он не мог не включить их в собственную книгу «Искусство и иллюзия». Он утверждал, что Черчиллю повезло с эпохой, в которую он стал заниматься живописью: в это время «любительское искусство стало легче ассимилироваться с академической живописью» (раньше границы между ними были непреодолимы и большее, на что осмеливался талантливый любитель, — рисовать маленькие акварели), это произошло из-за того, что импрессионисты покинули свои студии, чтобы писать на природе, они разрушили систему традиционного изображения и открыли дорогу «спонтанности, предприимчивости, свежести видения».
Другие получившие широкую известность статьи по теме «Уинстон Черчилль и живопись» опубликовали журналист и биограф Реджинальд Паунд, директор Исторического музея округа Марин Мерри Альбериджи , написал, но не опубликовал английский художник-постимпрессионист Огастес Джон (1959) и директор Британской галереи Тейт Джон Ротенштейн (1954 и 1970). Разделы о хобби премьер-министра стали входить в научные монографии и научно-популярные обзоры его деятельности и личной жизни
Первая книга, посвящённая живописным работам британского политика и называвшаяся «Уинстон Черчилль: Его картины» (англ. «Churchill: His Paintings»), вышла в 1967 году. Её автором стал Дэвид Кумбс в соавторстве со второй супругой сына политика-художника Рэндольфа Спенсер-Черчилля. Книга включала 504 репродукции картин. В ней Кумбс впервые опубликовал достаточно полный каталог картин Черчилля с описанием их сюжетов и места пребывания на момент издания каталога. Младшая дочь политика Мэри Соумс издала в 1990 году книгу «Уинстон Черчилль: Его жизнь в качестве художника» (англ. «Winston Churchill: His Life as a Painter»).
Исследователь творчества Черчилля Дэвид Кумбс в соавторстве с супругой внука политика Минни Черчилль в 2003 году издал книгу «Уинстон Черчилль: Его жизнь и его картины» (англ. «Sir Winston Churchill: His Life and His Paintings»). Книга включает в себя расположенные в хронологической последовательности и разделённые на несколько глав параллельно друг другу идущие фрагменты биографии политика и эпизоды, рассказывающие о становлении Черчилля как живописца, а также наиболее полный текст статьи «Живопись как времяпровождение», каталог произведений художника-любителя и небольшие вступление и заключение (принадлежащие обоим авторам), которые носят аналитический характер. Книга богато иллюстрирована (535 цветных и чёрно-белых репродукций картин и фотографий).
Внучка политика — художница и cкульптор Эдвина Сэндис — в 2015 году опубликовала книгу «Уинстон Черчилль: Страсть к живописи» (англ. «Winston Churchill: A Passion For Painting»). Книга включает краткий обзор творчества художника под названием «Его искусство отражает его жизнь» (англ. «Winston Churchill. His Art Reflects His Life». Этот обзор был впервые опубликован в журнальном варианте в 1993 году, а в 1996 году переиздан) и репродукции части работ политика со справочными данными и аннотациями по каждой из приведённых работ. В подготовке издания принимал активное участие Национальный музей Черчилля в Фултоне.
Российский историк, журналист и экономист Дмитрий Медведев посвятил занятию политиком живописью целую главу VI «Муза художника» в книге «Уинстон Черчилль: Частная жизнь», которая вышла в 2008 году. В другой своей книге «Уинстон Черчилль. Сила. Влияние. Воля» (издана в 2016 году) он размышляет над этой темой в главе IV «Путешествия, проблемы и увлечения» . Заведующий сектором теории искусства Российского института культурологии и профессор кафедры Всеобщей истории искусств факультета истории искусства Российского государственного гуманитарного университета Вячеслав Шестаков посвятил этой проблеме главу «Черчилль как художник» в книге «Уинстон Черчилль. Интеллектуальный портрет», которая была издана в 2011 году. Ещё через три года он выпустил книгу под названием «Уинстон Черчилль. Между Парламентом Великобритании и палитрой». Среди поднятых в ней тем (каждой из них посвящена отдельная глава): история знакомства политика с живописью, поиски им «своего» жанра и стиля, восприятие его творчества искусствоведами-современниками, взаимоотношения с Королевской академией художеств, образ самого Черчилля в изобразительном искусстве.
В 2016 году Веллингтон Нельсон Бунди защитил диссертацию на соискание учёной степени доктора философии на тему «Существование и изменение в живописи Уинстона С. Черчилля» (англ. «Survival And Change In The Paintings Of Winston S Churchill»). Он использовал марксистскую методологию культуры для анализа полотен художника и его теоретических работ, попытался установить в них реакцию политика на социальные и политические изменения, происходившие в Великобритании и в мире, например, влияние двух мировых войн и разрушения Британской империи на романтическую и модернистскую составляющие его художественного стиля. Автор диссертации считает, что глубокое содержание картин Черчилля было упущено исследователями его творчества, так как он был признан художником-любителем в течение своей жизни и имел слишком высокое для живописца аристократическое происхождение. Бунди утверждает, что появление после Второй мировой войны китча как одного из ранних стандартизированных проявлений массовой культуры резко повысило как статус Черчилля-художника, так и ценность его произведения в глазах общества. Он попытался провести контекстуальный анализ работ Черчилля, оценивая его картины не просто как «времяпрепровождение джентльмена», но и как образы, позволяющие более глубоко понимать его сочинения и речи, а также человека его времени и само это время.

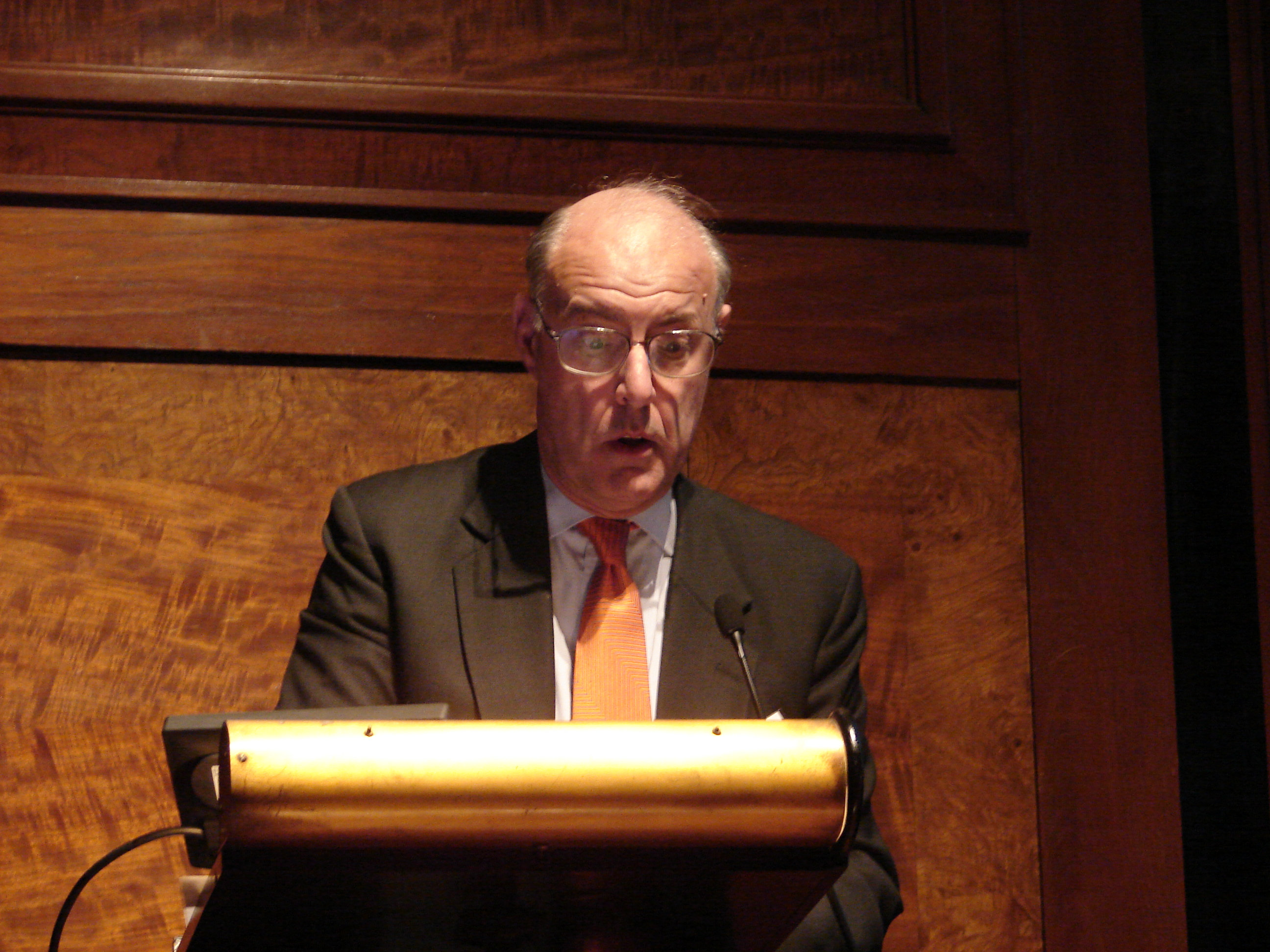
Дейвид Кеннедайн выступает на конференции в 2010 году

В 2018 году книгу «Черчилль. Государственный деятель как художник» (англ. «Churchill: The Statesman as Artist») издал директор Института исторических исследований Лондонского университета Дэвид Кеннедайн. В её первой части впервые собрано большое количество сочинений и публичных выступлений Черчилля на тему живописи (не только «Живопись как времяпрепровождение», но и его обращения к Королевской академии, рецензии на две летние выставки Академии, а также речь «„Морская сила [могущество или держава]“ в искусстве» — (англ. «„Sea Power“ in Art»), которую он произнёс в 1937 году на открытии одной из выставок в Лондоне. Вторая часть книги содержит критические статьи о его работах некоторых современников Черчилля: неопубликованное введение Огастеса Джона к каталогу выставки картин Черчилля в Королевской академии 1959 года, а также эссе и статьи друзей Черчилля — сэра Джона Ротенштейна, профессора Томаса Бодкина и искусствоведа Эрика Ньютона. Книга иллюстрирована репродукциями картин Черчилля, некоторые из которых опубликованы впервые.
В 2020 году художник и галерист Пол Рафферти опубликовал книгу «Уинстон Черчилль: живопись на французской Ривьере» (англ. «Winston Churchill: Painting on the French Riviera Hardcover»). Предисловие к ней написал принц Уэльский Чарльз. Рафферти сумел отследить точное местоположение натуры (многие из географических объектов были к настоящему времени переименованы) для более 40 картин британского политика. «Роман», по словам Рафферти, Черчилля с Лазурным берегом продолжался более 30 лет. Политик рисовал виды побережья, когда останавливался у друзей в местных замках и на их виллах. Сам автор книги проживает в коммуне Мужен на Лазурном берегу. Рафферти сравнивал свою работу над книгой с деятельностью частного детектива: Черчилль оставлял лишь краткие и туманные записи о своей натуре на полотнах (например, «Где-то на французской Ривьере»), поэтому приходилось опираться на собственные знания окрестностей, проект Google Планета Земля и старые открытки. Владельцы частных территорий с подозрением относились к навязчивой активности мало знакомого им художника, но разрешали делать фотографии, которые были опубликованы в книге параллельно с картинами политика, запечатлевшими эти же объекты.

## Признание

### Выставки произведений
Черчилль долгое время достаточно скромно оценивал свои достижения в живописи. К похвалам он относился подозрительно. Даже в конце жизни, познакомившись с картинами своего телохранителя Эдмунда Мюррея, он сказал: «Знаешь, твои картины намного лучше моих, но твои оцениваются [только] по их достоинствам». В 1921 году политик направил несколько своих картин на выставку в парижской галерее Дрюэ на Королевской улице под псевдонимом Шарль Морeн. В присутствии автора местный искусствовед 40 минут посвятил анализу его картин. Шесть из них были проданы по 30 фунтов каждая. Загадку, по мнению исследователей, представляет собой псевдоним, использованный Черчиллем. Шарль Камиль Морeн (фр. Charles Camille Morin, 1849—1919), имя которого он использовал, — реальный, а не вымышленный французский художник-пейзажист, скончавшийся за два года до этой выставки.

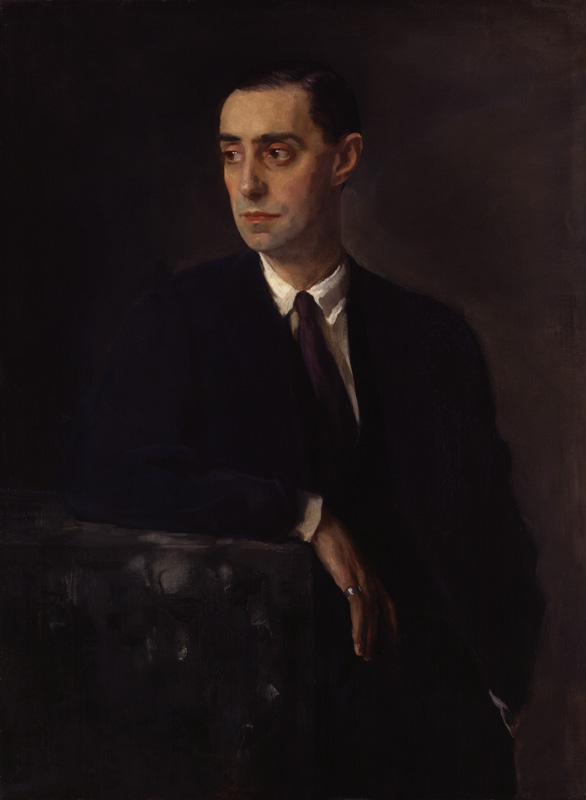
Глин Уоррен Филпот. Освальд Бирли, 1920

В 1925 году на проходившей в Сандерлэндхаусе на Керзон-стрит выставке непрофессиональных художников работа Уинстона «Зимний солнечный свет» (С142) заняла первое место (все работы представлялись анонимно). В жюри вошли меценат Джозеф Дэвин, историк искусств Кеннет Кларк, будущий директор Национальной галереи в Лондоне, и художник Освальд Бирли. Удивлённый высокими художественными достоинствами картины, Дэвин высказал подозрение, что «Зимний солнечный свет» нарисован профессионалом. Наградой победителю должна была стать картина Освальда Бирли, но Черчилль её в силу неизвестных обстоятельств так и не получил. В качестве компенсации через 20 лет Бирли написал портрет дочери политика Мэри.
В 1947 году Уинстон отправил две картины «Зимний солнечный свет» 1924 года и «Река Луп, Приморские Альпы» 1936 года (С352, картина в настоящее время представлена в Британской галерее Тейт) на выставку в Королевской академии художеств. Они были подписаны псевдонимом Дэвид Уинтер. Выбор именно этих картин подсказал политику его старый друг Эдвард Марш. Картины были одобрены Академией для экспонирования на выставке, а автору в 1948 году было пожаловано звание Почётного члена Королевской академии художеств (англ. «Honorary Academician Extraordinary»). Решение было принято единогласно, и Черчилль стал первым художником-любителем, который удостоился такой высокой чести. В дипломе, подписанном королём Георгом VІ, было сказано: «Это уникальное назначение стало возможно благодаря постоянной службе нашему Королевству и его людям, а также Вашим достижениям в искусстве живописи».
В 1950 году двенадцать картин Черчилля были представлены анонимно на воскресном бранче американской Ассоциации директоров искусствоведческих музеев. В 1952 году картина Черчилля «Гобелены в Бленхейме» (около 1930, холст, масло, 63,5 х 76,2, С11, Музей Готорна, в этом дворце родился в 1874 году Уинстон Черчилль, а в 1908 году он сделал здесь предложение своей будущей супруге), была представлена на выставке «Жизнь в Британии: от Елизаветы І до Елизаветы ІІ». Отдельные работы Черчилля экспонировались в это время в странах Европы, Канаде, США, Австралии и Японии.
В начале 1958 года Уинстон получил от президента Дуайта Эйзенхауэра предложение провести персональную выставку в США. Она включала 35 работ и открылась в Канзас-Сити в штате Миссури. 21 января, в день открытия, её посетили 5427 человек, а всего — свыше полумиллиона. Экспозиция побывала в семи городах США, а также в Торонто, Монреале, Фредериктоне и Ванкувере, Канберре, Сиднее, Брисбене, Мельбурне, Гобарте, Аделаиде, Перте и четырёх городах Новой Зеландии. Джойс Холл, основатель бренда «Холлмарк» и поклонник творчества Уинстона Черчилля, купил права на воспроизведение его картин на открытках этого бренда и заплатил за них приличные деньги. Был издан каталог выставки, предисловие к которому написал 34-й президент США Дуайт Дэвид Эйзенхауэр. Так же поступили главы правительств Канады Джон Дифенбейкер и Австралии Роберт Мензис, а премьер-министр Новой Зеландии Уолтер Нэш произнёс речь на открытии выставки. Вместе с тем художественные музеи в Питтсбурге, Цинциннати и Чикаго отказались проводить эту выставку, объяснив это тем, что работы Черчилля не обладают достаточным уровнем мастерства и оригинальности. В Чикаго отказ вызвал сильный общественный резонанс. Вскоре после этого директор Института искусств подал в отставку.
Первая персональная выставка Уинстона Черчилля в Великобритании прошла в 1959 году в лондонской Диплома-галерее. В экспозиции, проходившей под патронажем Королевской академии художеств, было представлено 62 (по Шестакову — 61) работы Уинстона. Только в последние дни выставки её посетило 141 000 человек. Во время одного из банкетов премьер-министр Гарольд Макмиллан провозгласил Черчилля «величайшим из современных художников-любителей». Выставку пригласили к себе Манчестер, Кардифф, Белфаст, Глазго и Эдинбург, но Черчилль отказал им, заявив, что хочет получить свои картины после долгого расставания с ними.
Через год после смерти Уинстона Черчилля Чартуэлл, где находится значительное собрание картин политика, был открыт для широкой публики как музей-усадьба. Только за лето и осень 1966 года посетили усадьбу почти 150 000 человек, а к июлю 1987 года общее количество посетителей достигло 3 329 073 человек. Студия Черчилля в Чартуэлле, где он чаще всего работал в 1930-е — 1950-е годы, представляла собой отдельное здание в нижней части парка. Долгое время студия была одним из самых ветхих построек усадьбы. С течением времени Черчилль благоустраивал это здание, расширяя его и вставляя большие окна в стены. В одном из помещений появилось удобное кресло и камин с открытым огнём. В 1946 году местный архитектор Роберт Саутон завершил работу над зданием. Многие картины художника-любителя были развешены на стенах студии.
В галерее аукционного дома Сотбис в Лондоне в январе 1998 года состоялась выставка, на которой было представлено 105 картин Черчилля, это самое большое количество произведений политика, которое одновременно было представлено в одной экспозиции за всю историю его выставок. Основной раздел экспозиции включал работы самого политика. В состав другого раздела вошли работы художников, которые оказали на него влияние. Рядом с двумя портретами Джона Сингера Сарджента были размещены те копии, которые сделал с них Черчилль. Этот раздел дополняли портреты Черчилля, выполненные его современниками, а также эскизы Грэхема Вивиана Сазерленда к портрету политика, уничтоженному его супругой. В том же году выставка Черчилля прошла в Японии, где она демонстрировалась в Токио, Кадошиме и Канагаве. В 2006 году выставку картин политика устроил в Швеции Музей нобелевской премии. В 2012 году состоялась выставка «Искусство Уинстона Черчилля» в Художественном музее в Аплтоне (штат Висконсин). На ней были представлены произведения искусства (включая картины, фотографии, офорты и скульптуры), на которых Уинстон Черчилль изображён деятелями искусства. Также в неё были включены работы сэра Уинстона и других художников-любителей его времени. Были представлены также картины трёх других представителей его семьи, которые, как и он, увлекались живописью (дочь политика Сара Черчилль — профессиональная актриса и художник-любитель) или стали профессиональными художниками (внучка Эдвина Сэндис — художник, скульптор и иллюстратор, племянник Джон Спенсер-Черчилль — скульптор и автор фресок, дядя рекомендовал его королеве, когда она решила заказать портрет премьер-министра для Виндзорского замка в 1952 году).
Выставка «Искусство дипломатии: Уинстон Черчилль и стремление к живописи» (2014—2015) ставила задачу показать, как влияли друг на друга политическая деятельность Уинстона Черчилля и его хобби. На ней были продемонстрированы широкой аудитории 30 его картин, 18 из них были представлены любителям изобразительного искусства впервые. Экспозиция путешествовала по городам штата Джорджия. В течение пяти месяцев она демонстрировалась зрителям в музее Millennium Gate города Атланта. Там наряду с полотнами демонстрировались личные вещи, фотографии и кинохроника, запечатлевшие политика, из коллекций наследников Черчилля. В 2020 году выставка произведений художника «Искусство сэра Уинстона Черчилля» прошла в Художественном музее Пола и Лулу Хиллиард Университета штата Луизиана в Лафайетте. На ней были представлены картины из Национального музея Черчилля в США и частных коллекций.
В 2020 году картина Черчилля «Кувшины и бутылки» (Jugs and Bottles) была продана на онлайн-торгах аукциона Сотбис за 983 тыс. евро.

### Черчилль-художник в документальном кино
В 1968 году шла подготовка к съёмкам короткометражного фильма, посвящённого Черчиллю-художнику. В архиве Британской галереи Тейт сохранился дикторский текст к этому фильму, который написал её директор Джон Ротенштейн. Редактор газеты The Independent и отдела политики информационного телеканала BBC News британской общенациональной общественной телерадиовещательной организации British Broadcasting Corporation, а также художник-любитель Эндрю Марр в 2018 году снял для данного канала телепередачу, посвящённую этому хобби Черчилля. В ходе съёмок фильма Марр совершил путешествие на юг Франции и в Марракеш, где Черчилль создавал свои пейзажи. В фильме Марр рассказал о дружбе политика с выдающимися британскими художниками XX века и побеседовал с потомками Черчилля, чтобы узнать, как относилась семья к его хобби. Марр пришёл к выводу, что спустя 50 лет после смерти Черчилля его искусство воспринимается более серьёзно, чем когда-либо прежде.

### Картины политика на почтовых марках
Картины Уинстона Черчилля выходили на почтовых марках. Целая серия, отпечатанная в Султанате Касири в 1966 году, включает восемь марок и почтовый блок. Серия воспроизводит два натюрморта и четыре пейзажа, а также три фотографии политика во время занятия живописью (чёрно-белая, цветная версии, а также цветная, но на почтовом блоке). На всех марках картины политика изображены под находящемся слева вверху небольшим чёрно-белым портретом тогдашнего главы государства — султана аль-Хусейн ибн Али (1949—1967). На почтовом блоке султаната Катири портрет главы государства изображён слева (Михель: No. 98А-Bl.2 А).
В 1968 году в островном государстве Гренада были изданы шесть марок, на которых были изображены полотна Уинстона Черчилля (в каталоге Скотта № 274—279, в каталоге Стенли Гиббонса MNH SG 289—294). Журнал Finest Hour утверждал, что только три из них были посвящены картинам британского политика, однако надписи на самих марках свидетельствуют, что все они принадлежат ему. При этом на пяти он именуется сэром Уинстоном Черчиллем и лишь на одной — Уинстоном Леонардом Спенсером-Черчиллем (полное имя, полученное при рождении).

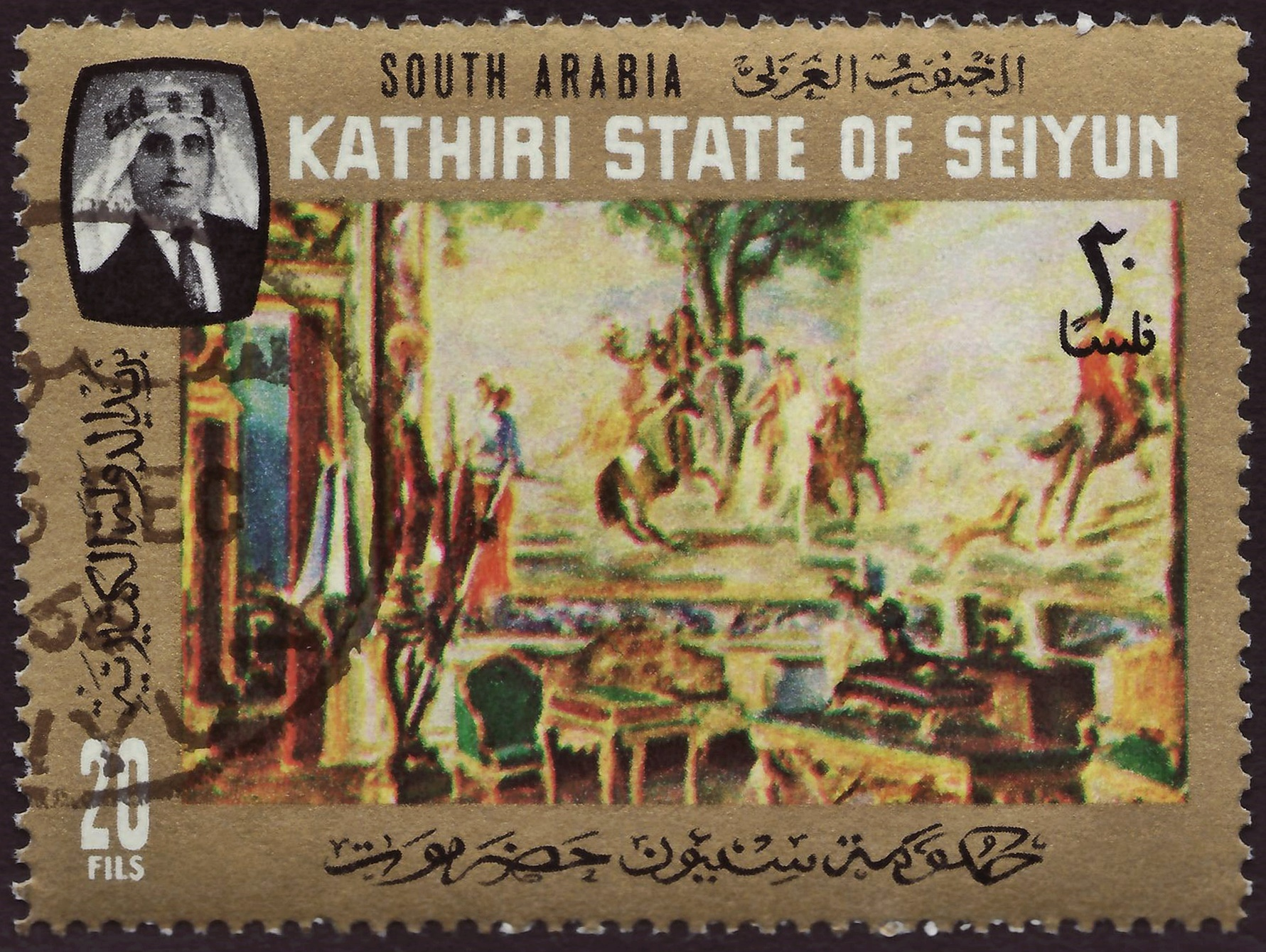
«Гобелены во дворце Бленхейм», около 1930 (Михель: No. 96A; Ивер и Телье: No. 96)
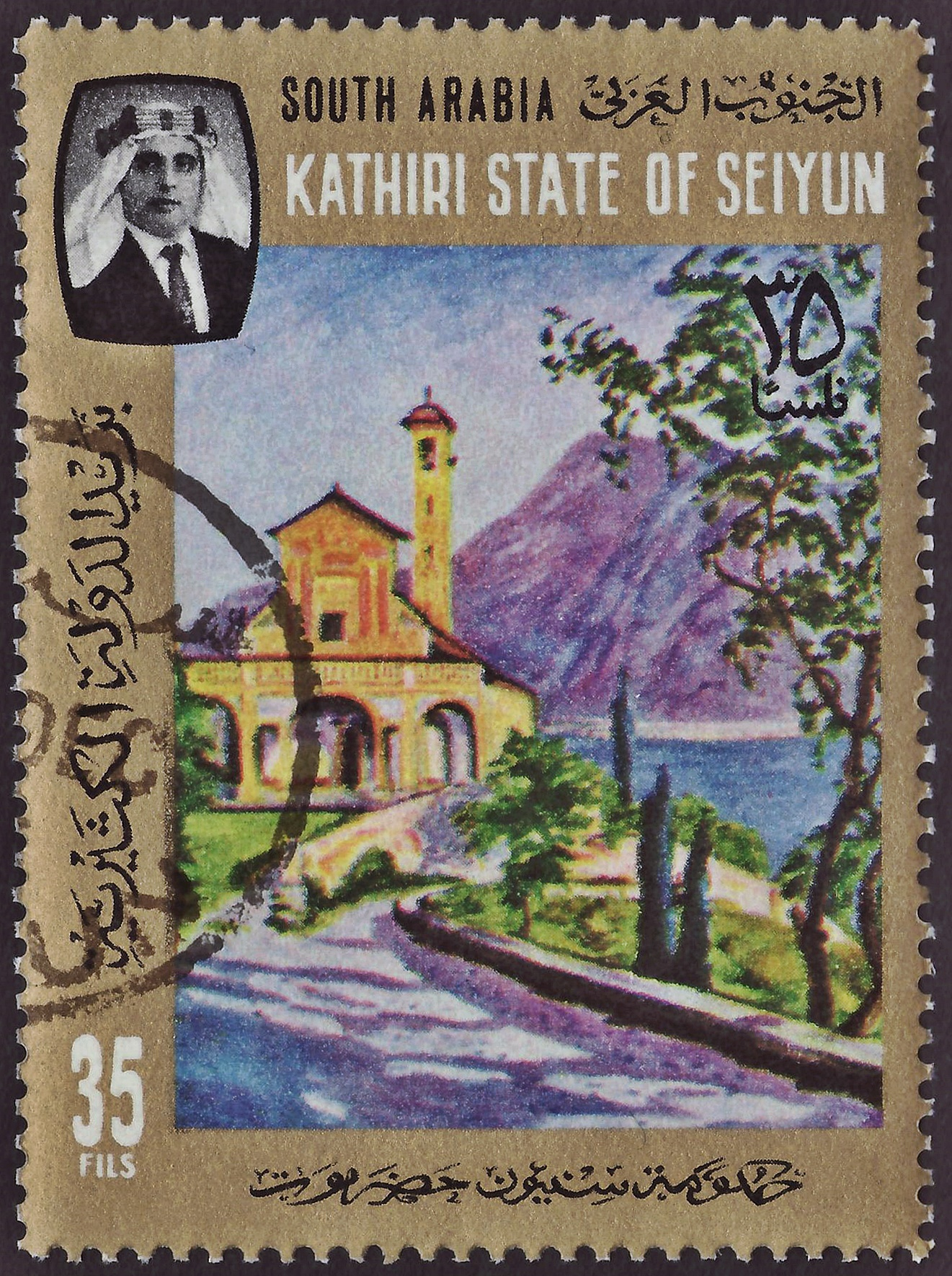
«Церковь, озеро Комо», сентябрь 1945 (Михель: No. 94A; Ивер и Телье: No. 94)
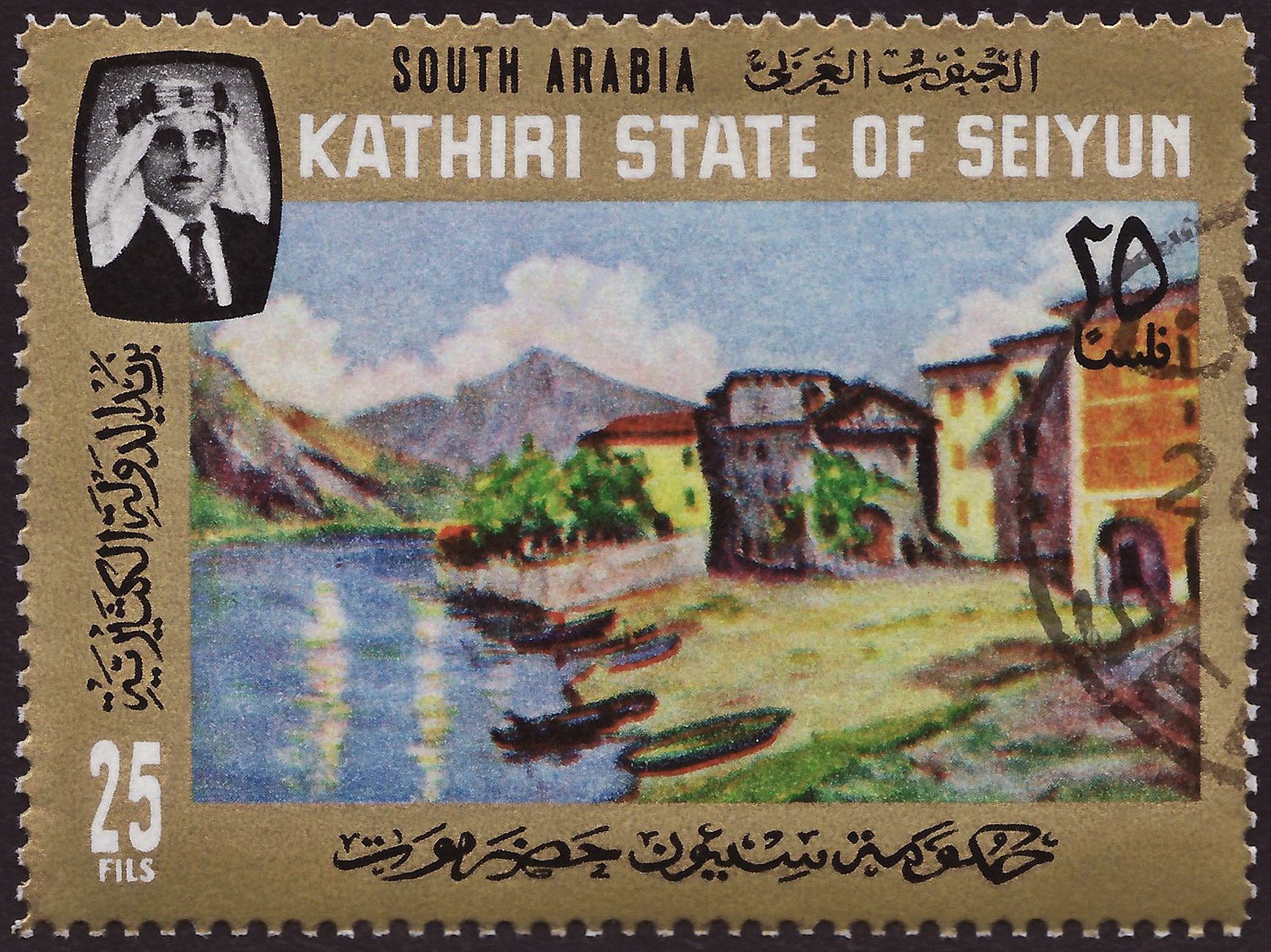
«Вилла под Лугано», сентябрь 1945 года (Михель: No. 95A; Ивер и Телье: No. 95)
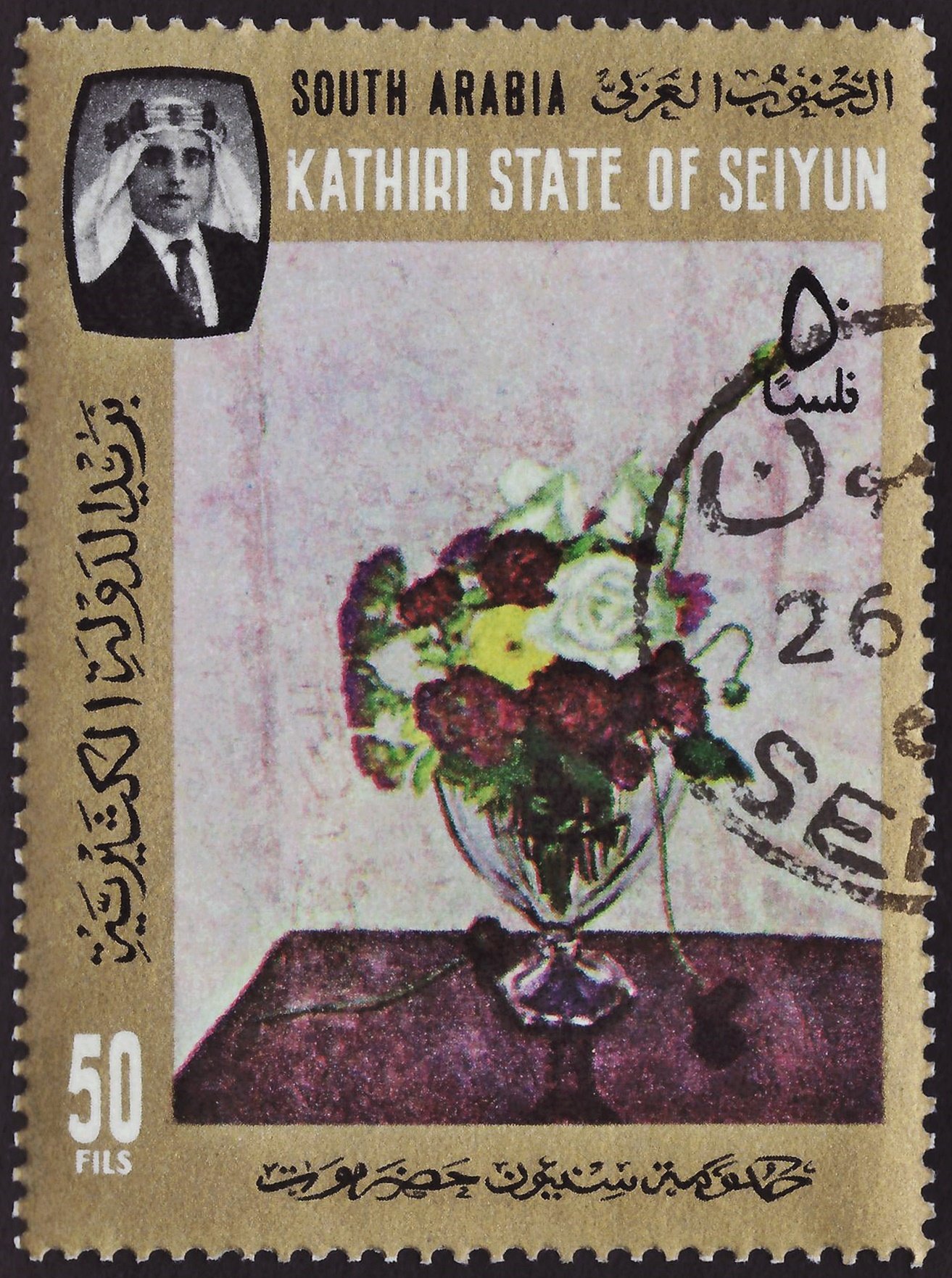
«Цветы в Чартуэлле» (Михель: No. 97A; Ивер и Телье: No. 97)

## Уинстон Черчилль как натурщик британских художников
Подробному анализу этой темы культуролог и искусствовед Вячеслав Шестаков посвятил целую главу своей книги о Черчилле как политике и художнике. Искусствовед Жанетт Габриэль предполагала написать целую книгу о живописных и скульптурных портретах Черчилля. В 2017 году её замысел осуществил доктор философии по истории искусства, сотрудник Кингстонского университета Джонатан Блэк в своей книге «Уинстон Черчилль в британском искусстве, с 1900 года по настоящее время: многоликий Титан» (англ. «Winston Churchill in British Art, 1900 to the Present Day: The Titan With Many Faces»). Наряду с картинами, фотографиями и плакатами он привлёк к анализу карикатуры на политика и мультипликационные фильмы, в которых он был выведен.
Марк Шелден писал, что любой серьёзный художник, пожелавший изобразить Черчилля на холсте, всегда вынужден был преодолевать два главных препятствия. Первым было заставить его найти время для позирования. Второе — удерживать политика в одной позе дольше нескольких секунд.

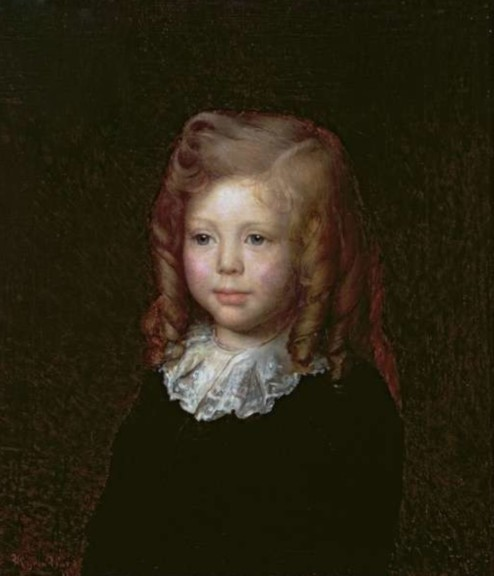
Айрон Уорд. Уинстон Черчилль в возрасте 4 лет, 1878

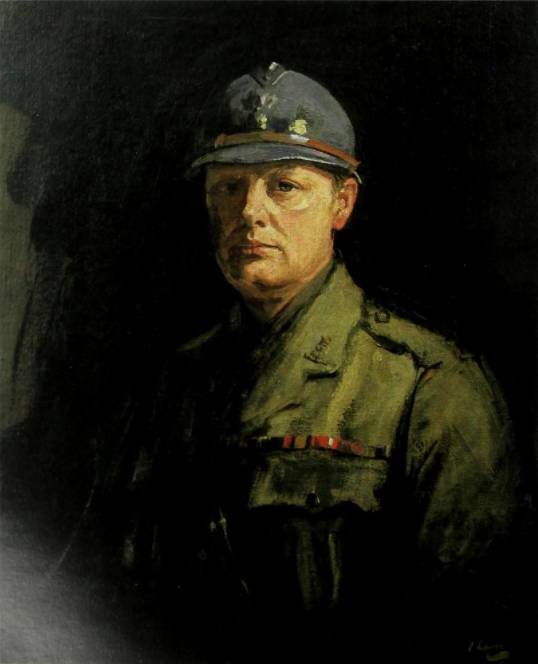
Джон Лавери. Уинстон Черчилль, 1916

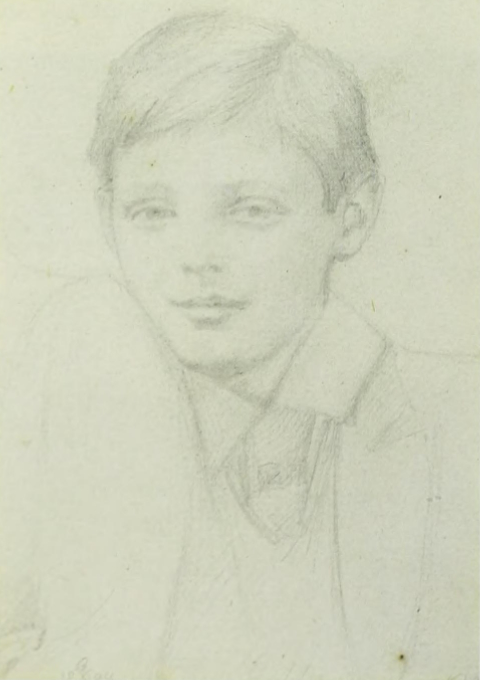
Джон Тенниел. Уинстон Черчилль в подростковом возрасте, 1880-е

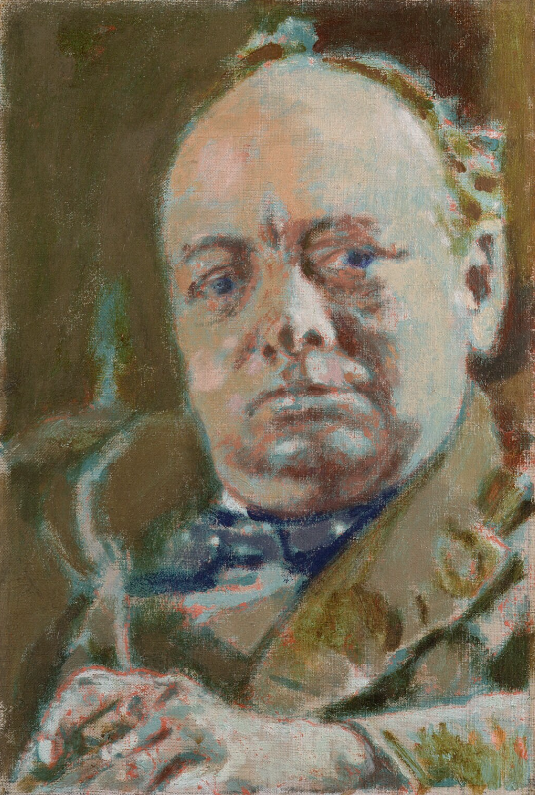
Уолтер Сикерт. Уинстон Черчилль, 1927

В 1878 году портрет (31 × 48 см) в викторианском стиле четырёхлетнего мальчика написал художник Айрон Уорд.. Уинстон выглядит на нём, по выражению Вячеслава Шестакова, «ангелоподобным». Документальные свидетельства о том, что художница-любительница Дженни Черчилль писала портреты своего сына, отсутствуют.
Портрет кисти Уильяма Орпена (Национальная портретная галерея, NPG L250, 1916, масло, холст, 14,80 x 10,25 см) был написан во время расследования событий операции при Дарданеллах (в то время политик вернулся из Франции, где участвовал в военных действиях) и запечатлел Черчилля в самой низкой точке его карьеры. Орпен называл его в то время «несчастным человеком». Черчилль заметил по поводу этого портрета: «Это не изображение человека, это — изображение человеческой души». До смерти политика портрет висел в его лондонской столовой. Сам Орпен рассказывал о встрече с Черчиллем во время сеанса: «Всё, что он делал, это сидел на стуле перед огнём, склонив голову, не произнося ни слова». Когда художник вернулся после обеденного перерыва, то нашёл своего натурщика всё ещё в том же положении. В четыре часа он встал, попросил Орпена вызвать такси и ушёл, не сказав ни слова. По-другому изображение политика на портрете Орпена оценивает Вячеслав Шестаков: «Черчилль выглядит обаятельным и хорошо одетым джентльменом».
В коллекции дублинской Hugh Lane Gallery находится полотно Джона Лавери 1915 года «Сэр Уинстон Черчилль» (инв. 737, холст, масло, 76,8 x 63,9 см, передано автором музею после смерти своей супруги в 1935 году) В 1916 году художник написал ещё два портрета политика. Один портрет представлял его в военном мундире и с французской армейской каской в руках. Этот портрет находится в доме-музее политика в Чартуэлле, под ним размещена в экспозиции та самая каска, в которой он был изображён ирландским художником. В этом же году Лавери написал ещё и второй портрет политика, на этот раз работающего за мольбертом.
Уолтер Сикерт сделал свой набросок (Национальная портретная галерея, NPG 3448, 1927, масло, холст, 45,7 x 30,5 см), когда Черчилль был канцлером казначейства. В то время Сикерт давал уроки рисования Черчиллю в его усадьбе Чартуэлл. В этот период Сикерт работал в основном с фотографиями, но Черчилль, предположительно, лично позировал художнику во время одного из уроков. Сам Черчилль не любил этот портрет и избавился от него вскоре после того, как Сикерт передал его политику. Также в Национальной портретной галерее Великобритании представлены портреты Уинстона Черчилля, созданные художниками Бернардом Хейлстоуном, Джульеттой Паннетт и другими художниками.
Два портрета были сделаны во время Второй мировой войны. Один написал Альфред Эгертон Купер. Купер со своим другом шотландцем Уильямом Рейдом Диком, которому было заказано скульптурное изображение политика, пришёл к Черчиллю домой. Во время работы Дика Купер набросал несколько эскизов Черчилля в профиль. Их Купер называл «Профиль для победы». На основе эскизов он написал портрет. В нём отсутствовали движение и энергия. Шестаков сравнивал его с почтовыми марками. В 1942 году Купер направил картину на выставку в Королевскую академию художеств, через год на её основе был напечатан плакат. Черчилль не возражал против интерпретации своей внешности художником, но и восторга не проявил. Второй портрет (101,6 х 127 см) написал венгерский художник Артур Пэн в 1943 году. На нём Черчилль сидит в кресле в своём кабинете с сигарой в зубах.
В 1951 году портрет Черчилля написал Освальд Бирли. Долгое время портрет находился в коллекции дочери политика Мэри (для неё это был любимое изображение отца), затем картина была продана с аукциона. Портрет был приобретён композитором Эндрю Ллойдом Уэббером. В 2017 году «Портрет сэра Уинстона Черчилля» был отреставрирован специалистами мастерской Hamish Dewar Ltd. Газета The Telegraph сообщила, что реставраторам удалось снять толстый слой копоти, который представляет собой, предположительно, пелену сигарного дыма. Художественный критик газеты писала, что полотно даёт глубокое понимание Черчилля-семьянина, стоявшего за общественным и государственным деятелем.

### «Портрет Уинстона Черчилля» Грэхема Сазерленда
Наиболее известным портретом Уинстона Черчилля волей обстоятельств стала картина «Портрет Уинстона Черчилля» (холст, масло, 147,3 × 121,9 см), созданная Грэхемом Сазерлендом к 80-летию Черчилля. Она была вручена ему от имени палаты общин и палаты лордов. Политик начал позировать в Чартуэлле 26 августа 1954 года (всего состоялось 10 сеансов). Работа с участием модели продолжалась в течение примерно четырёх недель в Чартуэлле и официальной загородной резиденции премьер-министра Чекерс. Сазерленд сделал за это время около двенадцати зарисовок карандашом и углём, шесть набросков маслом и несколько рисунков отдельных частей тела и элементов одежды своего натурщика: рук, глаз, носа, рта, обуви…. Черчилль был изображён сидящим в кресле, без сигары, у него лицо уставшего человека с опущенными уголками губ, руки устало лежат на подлокотниках кресла.
Долгое время судьба портрета оставалась неизвестной; только после смерти супруги Черчилля Клементины в бумагах покойной была обнаружена запись, что она забрала картину и уничтожила её (Кумбс и Минни Черчилль относили это событие к 1955—1956 годам). Некоторые подготовительные наброски к картине Сазерленда находятся в коллекции Национальной портретной галереи в Лондоне. Считается, что копия портрета может храниться в клубе Карлтон в Лондоне, хотя её там нет в постоянной экспозиции. В Художественной галерее Бивербрук также есть ряд набросков, которые Сазерленд создал в процессе работы над портретом.
Картина Сазерленда была не единственным портретом мужа, который уничтожила Клементина. Библиограф и профессор современной британской истории в Ноттингемском университете Крис Ригли утверждал в своей книге, что она уничтожила также работу Уолтера Сикерта в 1927 году, и портрет, выполненный Полем Мазом в 1944 году.

### Последний портрет Черчилля в должности главы правительства
Известно, что в 1954 году президент США Эйзенхауэр в письменной форме просил Черчилля позировать своему другу-художнику Томасу Эдгару Стивенсу. Черчилль, в последний раз занимавший должность премьер-министра Великобритании, ответил, что это будет для него «большой честью», но заявил, что его «опыт в качестве модели не был в целом приятным». После сеансов позирования Черчилль спросил: «Как дела с портретом? Я надеюсь, что вы покажете его мне, когда он будет закончен, и я предупреждаю вас, я имею полное право требовать сатисфакцию». Считается, что этот портрет оказался последним, который запечатлел Черчилля на должности главы правительства.

Портреты Уинстона Черчилля в разные периоды жизни (написаны с натуры)
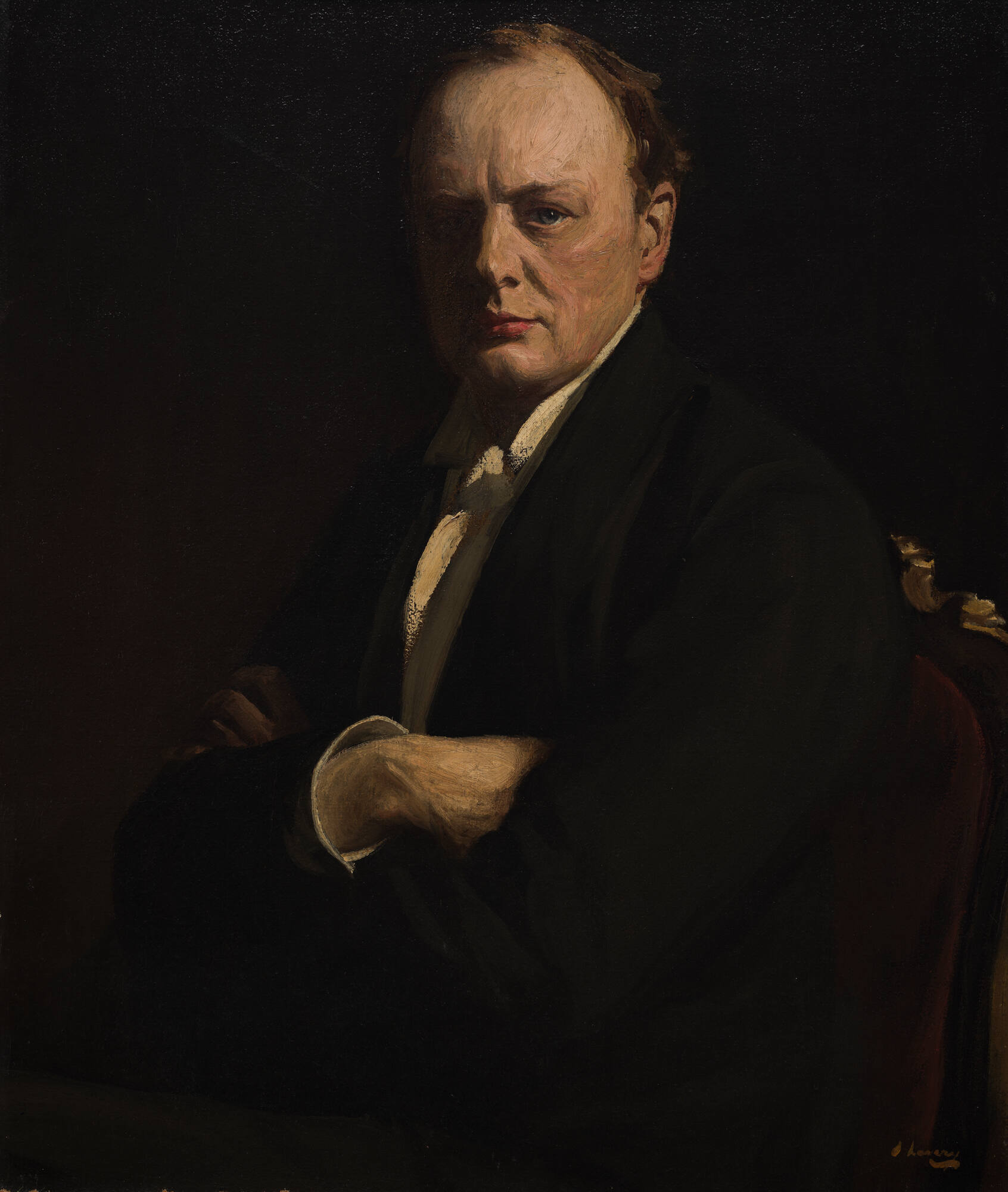
Джон Лавери. Сэр Уинстон Черчилль, 1915
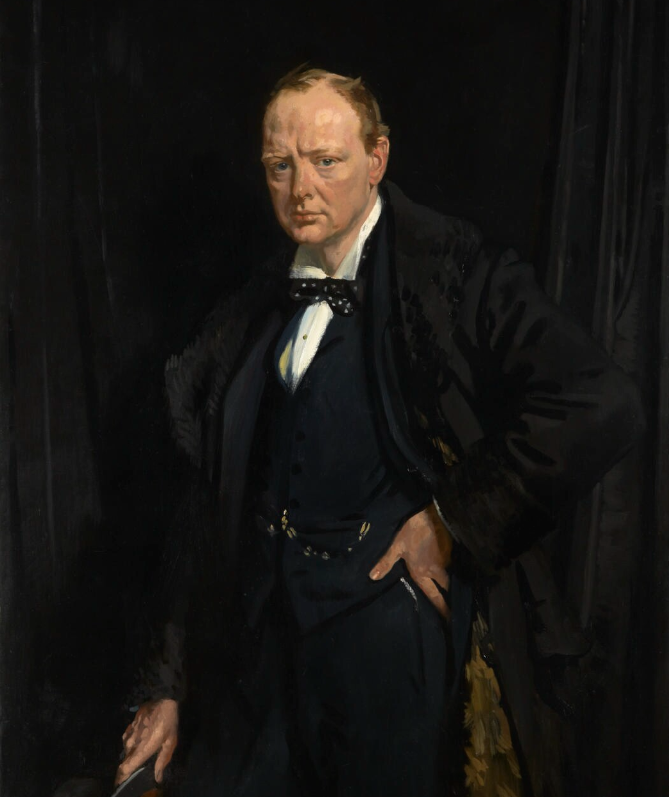
Уильям Орпен. Уинстон Черчилль, 1916
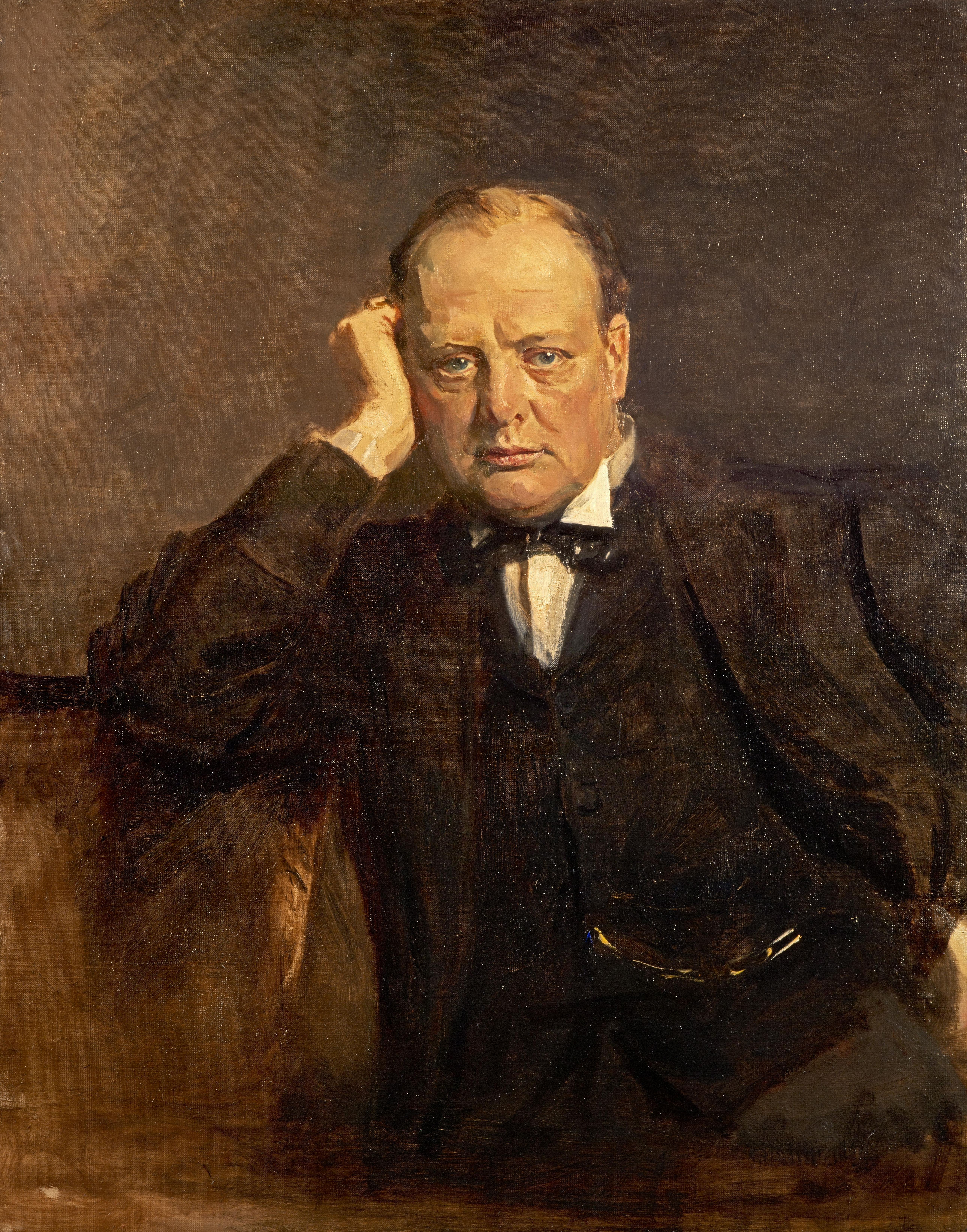
Джеймс Гатри, около 1920 (Национальная портретная галерея Шотландии, PG 1131)
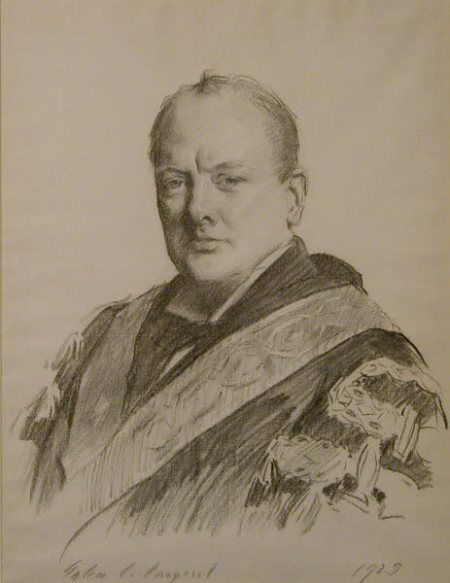
Джон Сингер Сарджент. Портрет Уинстона Черчилля, облачённого в одеяние канцлера казначейства, 1925
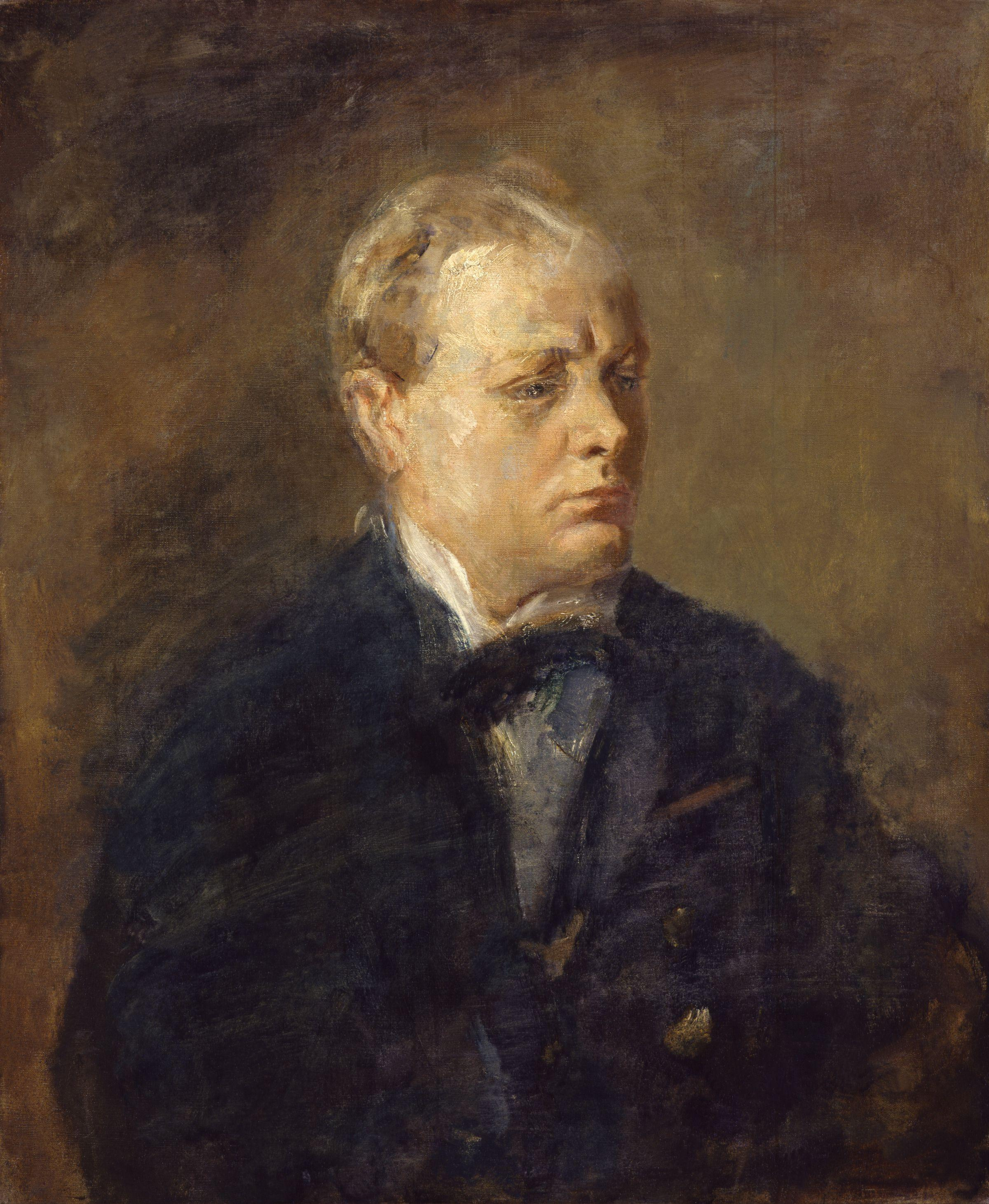
Эмброуз Макэвой, до 1927 (Национальная портретная галерея, NPG 6478)
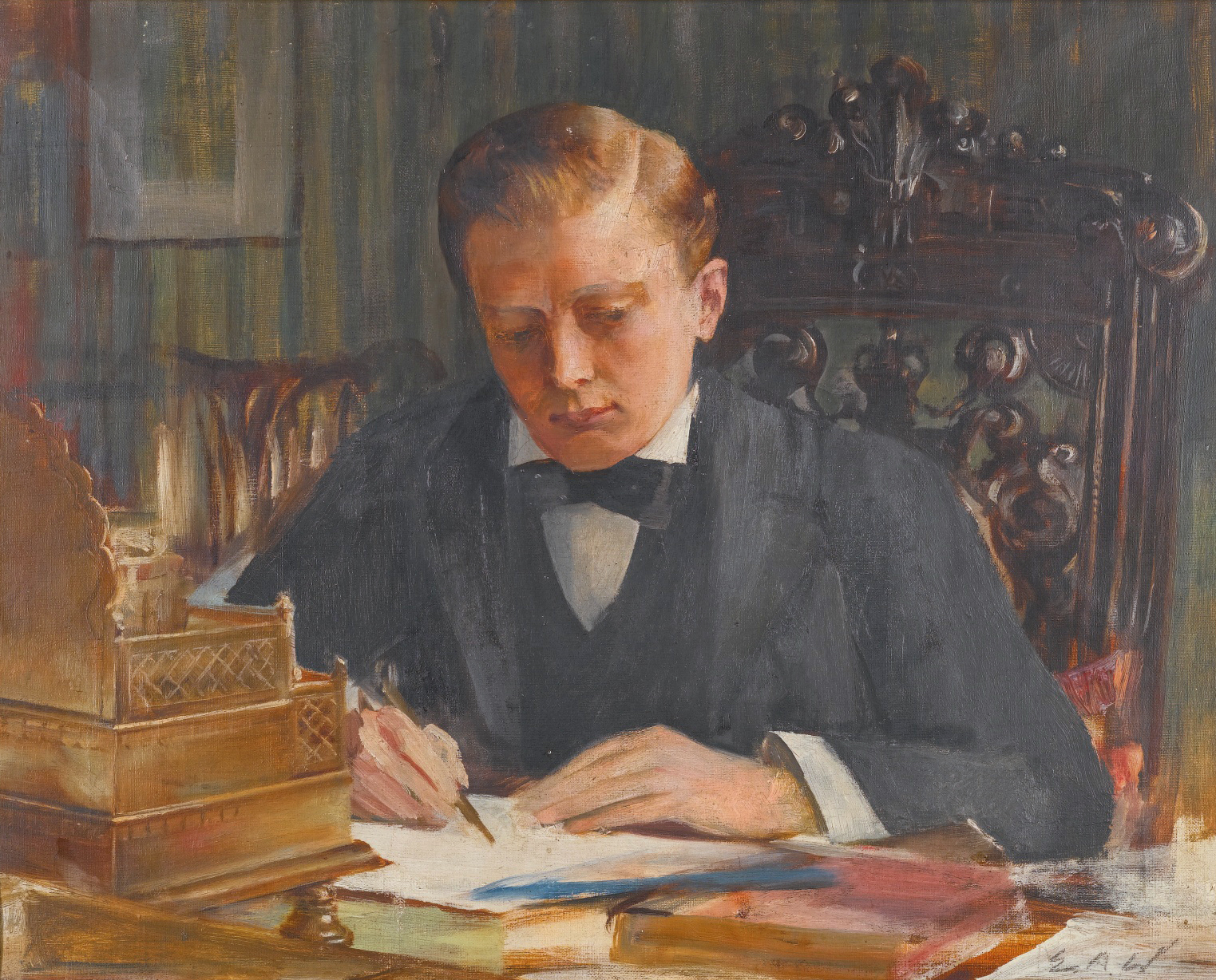
Эдвин Артур Уорд[англ.], до 1933 (частная коллекция)
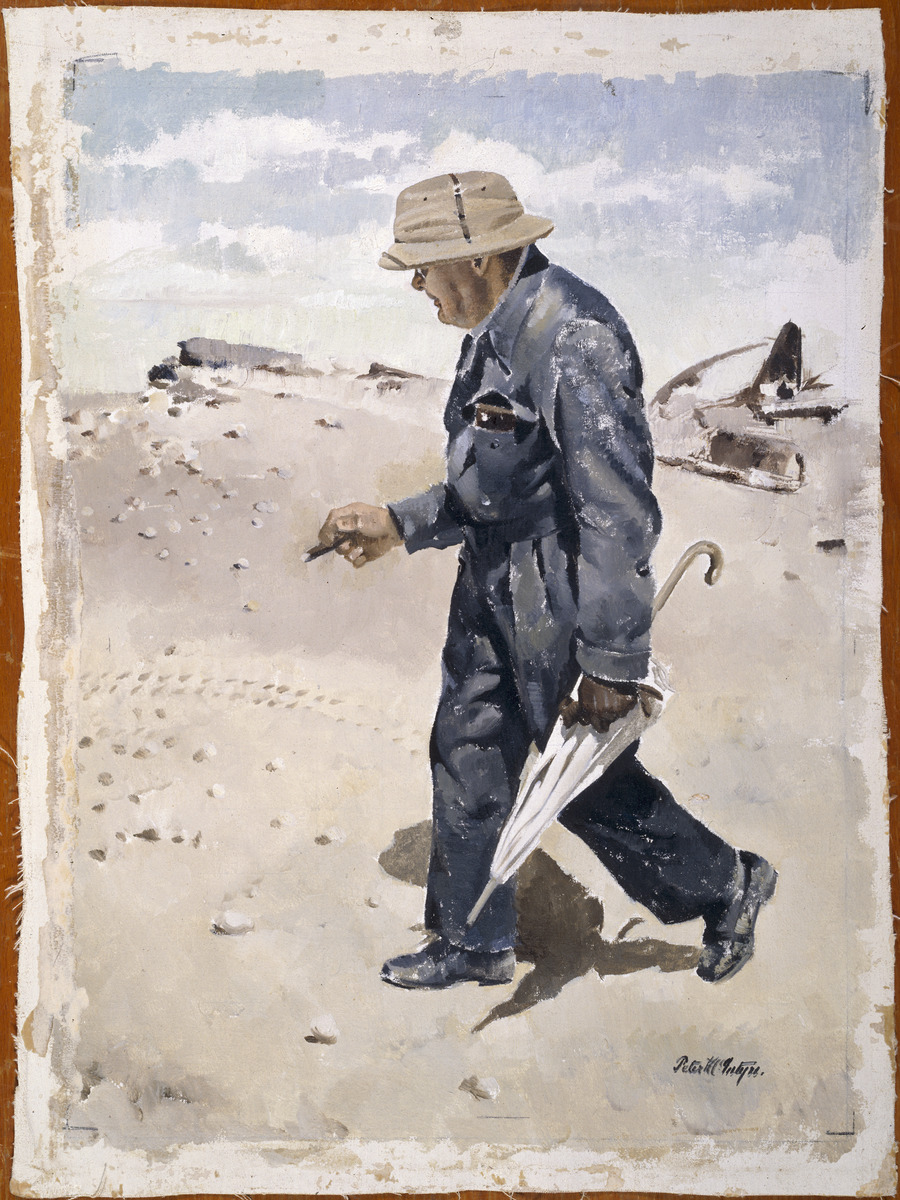
Питер Макинтайр[англ.], 1942 (коллекция Архива Новой Зеландии, AAAC 898 83 / NCWA 074)